# Reinado de Juan Carlos I de España
El reinado de Juan Carlos I de España comenzó el 22 de noviembre de 1975, cuando el entonces príncipe de España Juan Carlos de Borbón juró las Leyes Fundamentales del Reino ante las Cortes franquistas tras el fallecimiento del dictador Franco, que lo había designado como sucesor en 1969 y ratificado como jefe de Estado en caso de ausencia o enfermedad del dictador en 1971;terminó el 19 de junio de 2014, cuando abdicó en su hijo Felipe de Borbón y Grecia, quien juró la Constitución de 1978 y fue proclamado rey por las Cortes Generales con el nombre de Felipe VI.
En los primeros años de su reinado tuvo lugar la transición a la democracia, por lo que España dejó de ser la única dictadura no comunista que quedaba en Europa. El nuevo rey asumió el proyecto del sector reformista de la élite política franquista que, frente a los inmovilistas, defendía la necesidad de introducir cambios graduales en las leyes fundamentales para que la nueva Monarquía fuera aceptada en el conjunto de Europa. Este proyecto fue el que intentó poner en marcha su primer gobierno presidido por Carlos Arias Navarro, que ya había encabezado el último gobierno del general Franco. Sin embargo, ante la incapacidad demostrada por Arias Navarro, Juan Carlos nombró en julio de 1976 al franquista reformista Adolfo Suárez nuevo jefe del Gobierno para que llevara adelante el proceso de transición a la democracia sin que se produjera ninguna «ruptura» con el «régimen anterior». Fue así como surgió la Ley para la Reforma Política que fue aprobada por las Cortes franquistas y revalidada en referéndum en diciembre de 1976. Según esta nueva ley fundamental se convocaban elecciones libres a unas Cortes elegidas democráticamente. El problema de Suárez fue conseguir que el proceso de transición «controlada» establecido en la Ley para la Reforma Política fuera aceptado por la oposición democrática ya que ésta, a cambio de abandonar la «ruptura democrática» y de participar en las elecciones, exigió que las instituciones franquistas fueran desmanteladas y que todos los partidos sin excepción —lo que suponía incluir al Partido Comunista de España— fueran legalizados. Superando graves dificultades el presidente Suárez logró esos dos objetivos y las primeras elecciones libres desde 1936 pudieron celebrarse el 15 de junio de 1977.
Unión de Centro Democrático (UCD), el partido organizado desde el poder por el presidente Suárez, ganó las elecciones, aunque no por mayoría absoluta, y buscó el consenso del resto de fuerzas políticas —y especialmente del otro gran triunfador, el PSOE— para elaborar el nuevo marco jurídico que debía sustituir al de las leyes fundamentales del franquismo, además de hacer frente a la crisis económica, a la reaparición de la cuestión regional y al incremento del terrorismo de ETA. Así fue como se fraguó el modelo de transición política a la democracia que estuvo basado en la Ley de Amnistía de 1977 que incluyó todo lo que había sucedido durante la dictadura franquista —por lo que constituyó un supuesto «pacto del olvido»— y en la aprobación de una Constitución de consenso a cambio de que los partidos de izquierda abandonaran su pretensión de instaurar la República. El 6 de diciembre de 1978 se celebró el referéndum que aprobó la nueva Constitución democrática.
Una vez refrendada la Constitución el presidente Suárez convocó elecciones para marzo de 1979 que fueron ganadas por UCD pero de nuevo sin mayoría absoluta. Durante los dos años siguientes el partido del gobierno sufrió un agudo proceso de descomposición interna que culminó con la dimisión de Adolfo Suárez en enero de 1981. Al mes siguiente tuvo lugar un intento de golpe de Estado por parte de un sector del ejército que pretendía paralizar el proceso democrático y que solo la decidida intervención del rey Juan Carlos I logró detener. Tras el 23-F el nuevo gobierno de UCD presidido por Leopoldo Calvo Sotelo logró gobernar en gran medida gracias al apoyo que le dio el PSOE y su líder Felipe González porque la autodestrucción de UCD continuó hasta que en octubre de 1982 se celebraron nuevas elecciones que fueron ganadas de forma aplastante por el PSOE. Así accedió al poder un partido que había sido uno de los vencidos en la guerra civil de 1936-1939.
Después de 1982 el sistema democrático se consolidó y España vivió un largo período de estabilidad política en el que se produjo la alternancia en el gobierno entre la izquierda y la derecha de forma pacífica siguiendo el dictado de las urnas (el PSOE gobernó entre 1982 y 1996 y entre 2004 y 2011; el Partido Popular, surgido de la «refundación» en 1989 de Alianza Popular, entre 1996 y 2004 y entre 2011 y 2014). Resultó decisivo para la consecución de la estabilidad política que las posiciones de los dos grandes partidos sobre los problemas más importantes no fueran antagónicas y que no hubiera grandes «fracturas sociales», esto último gracias al desarrollo del estado del bienestar y de las políticas de protección social. Asimismo durante esos años España participó activamente en la transformación de la Comunidad Europea, en la que ingresó en 1986, en la Unión Europea y en el establecimiento de la moneda común, el euro.
Sin embargo, en los últimos seis años del reinado España padeció una durísima crisis económica que condujo a una crisis política, que también afectó a la Corona y que no se había resuelto cuando Juan Carlos I anunció el 2 de junio de 2014 su decisión de abdicar.
Este artículo trata casi exclusivamente de la historia política del reinado. Los aspectos demográficos, económicos, sociales y culturales serán tratados en sendos artículos que aún no han sido redactados.

## Transición (1975-1982)
En los siete primeros años del reinado de Juan Carlos I se completó la transición a la democracia, por lo que España dejó de ser la única dictadura no comunista que quedaba en Europa. La transición española, cuyo final se suele situar en la victoria del PSOE en las elecciones de octubre de 1982, se inscribe en la llamada tercera «ola democratizadora» del siglo XX, que se inició en Portugal en 1974 con la «revolución de los claveles» y terminó con la caída del muro de Berlín en 1989.

### La proclamación de Juan Carlos I
En 1969 el dictador Francisco Franco había designado a Juan Carlos de Borbón como su sucesor «a título de rey», en virtud de la Ley de Sucesión en la Jefatura del Estado de 1947. Juan Carlos ostentaba desde entonces el título de príncipe de España. Tras la muerte de Franco el 20 de noviembre de 1975, el Consejo de Regencia asumió interinamente el poder; ese mismo día, el Consejo restableció formalmente el Registro Civil de la Familia Real. Dos días después, el 22 de noviembre de 1975, Juan Carlos I fue proclamado rey ante las Cortes franquistas. Tras la intervención «desde la emoción en el recuerdo de Franco» del presidente de las Cortes Alejandro Rodríguez de Valcárcel, Juan Carlos I juró las Leyes Fundamentales del Reino y pronunció a continuación un discurso en el que evitó hacer referencia al triunfo franquista en la guerra civil española y en el que, después de manifestar su «respeto y gratitud» a Franco, afirmó que se proponía alcanzar «un efectivo consenso de concordia nacional». De esta forma dejó claro que no apostaba por el puro «continuismo inmovilista» que preconizaba el llamado búnker —que defendía la perpetuación del franquismo bajo la Monarquía instaurada por Franco, siguiendo el modelo establecido en la Ley Orgánica del Estado de 1967—, pero con su mensaje al Ejército de que afrontara el futuro con «serena tranquilidad» dejaba entrever que la reforma se haría desde las propias instituciones del régimen. Los aplausos más entusiastas, sin embargo, no se los llevó el nuevo rey sino la familia del general Franco presente en la ceremonia. La oposición antifranquista recibió con frialdad el discurso del rey.
La ratificación en el cargo de presidente del Gobierno de Carlos Arias Navarro causó una enorme decepción apenas paliada por el nombramiento de Torcuato Fernández Miranda, antiguo preceptor del príncipe, como nuevo presidente de las Cortes y del Consejo del Reino, instituciones clave en el entramado legado por la dictadura franquista. La decepción se atenuó cuando se conoció la composición del Gobierno, en el que aparecían las más destacadas figuras del «reformismo» franquista como Manuel Fraga Iribarne, José María de Areilza y Antonio Garrigues y Díaz Cañabate. También participaban en este Gobierno otros «reformistas» franquistas procedentes de las «familias» católica (Alfonso Osorio) y falangista (los «reformistas azules», Adolfo Suárez y Rodolfo Martin Villa). En realidad los miembros del gobierno le fueron impuestos a Arias Navarro por el rey, y en el caso de Suárez había sido una sugerencia de Fernández Miranda. En la prensa a menudo se denominaba al nuevo Gobierno como «Gobierno Arias-Fraga-Areilza-Garrigues».

### El gobierno de Arias-Navarro (noviembre de 1975-julio de 1976): la «reforma Arias-Fraga»

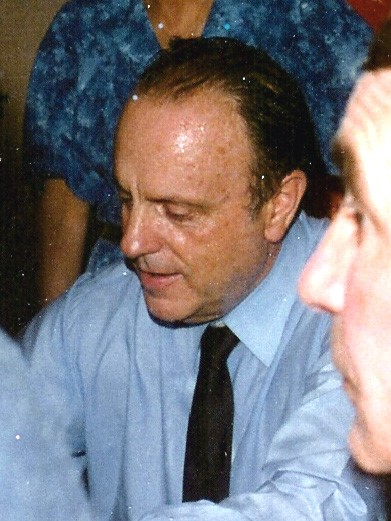
Manuel Fraga Iribarne, el ministro más relevante del gobierno de Arias Navarro

Arias Navarro carecía de un plan de reforma del régimen franquista por lo que su gobierno adoptó el que le presentó Fraga Iribarne que consistía en alcanzar una democracia «liberal» que fuera homologable con la del resto de países europeos occidentales a partir de un proceso gradual y controlado desde el poder de cambios paulatinos de las «leyes fundamentales» franquistas. Por eso también fue conocido como «reforma en la continuidad» y su base de apoyo sería lo que entonces se llamó «franquismo sociológico». Con la oposición democrática no se pensaba negociar ni pactar ningún elemento esencial del proceso y de las elecciones quedarían excluidos los «totalitarios», en referencia a los comunistas.
Por su parte el PCE, entonces el principal partido de la oposición antifranquista, y la Junta Democrática, la plataforma política que había creado en 1974, impulsaron una gran movilización en contra de la Monarquía «franquista». Hubo agitación en las universidades, se celebraron manifestaciones al grito de «Libertad y Amnistía», disueltas violentamente por la policía, y se desató una oleada de huelgas mucho mayor que las ya muy importantes de 1974 y 1975. Los motivos de las huelgas convocadas por las ilegales Comisiones Obreras eran fundamentalmente económicos —la gravedad de la «crisis del petróleo de 1973» se acentuaba— pero también tenían motivaciones políticas puesto que las peticiones de aumentos salariales o de mejoras en las condiciones de trabajo iban acompañadas de otras como la libertad sindical, el reconocimiento del derecho de huelga, la libertad de reunión y de asociación, cuando no directamente reclamaban la amnistía para los presos y exiliados políticos.
La respuesta del gobierno fue la represión. El 3 de marzo de 1976 tenían lugar en Vitoria los incidentes más graves, que se saldaron con la muerte de cinco personas por disparos de la policía. Inmediatamente se declaró una huelga general en el País Vasco y en Navarra en solidaridad con las víctimas que tuvo un enorme seguimiento —también en otras zonas—. Para buena parte de la oposición, los «sucesos de Vitoria» mostraron el auténtico rostro de la «reforma Arias-Fraga» y se recrudecieron las manifestaciones y las huelgas, con los consiguientes enfrentamientos con las fuerzas de orden público —en Basauri, cerca de Bilbao, moría poco después otro trabajador—.
A pesar de todo, las movilizaciones no tuvieron el suficiente grado de seguimiento como para derribar al gobierno, y mucho menos a la «monarquía franquista». Se hacía, pues, cada vez más evidente que la alternativa de la «ruptura democrática» acompañada de una «acción nacional decisiva» no era viable, por lo que su principal valedor, el Partido Comunista de España, decidió en marzo de 1976 cambiar de estrategia y adoptar la alternativa de la «ruptura democrática pactada» que defendían la oposición moderada y el PSOE —que habían formado la Plataforma de Convergencia Democrática— aunque sin abandonar la movilización de los ciudadanos para ejercer una presión continua sobre el gobierno y obligarle a negociar con la oposición.
El cambio de estrategia del PCE, permitió la fusión el 26 de marzo de los dos organismos unitarios de la oposición, la Junta Democrática y la Plataforma de Convergencia Democrática, que dio nacimiento a Coordinación Democrática —conocida popularmente como «Platajunta»—. En su primer manifiesto rechazó la «reforma Arias-Fraga» y exigió una inmediata amnistía política, la plena libertad sindical y una «ruptura o alternativa democrática mediante la apertura de un periodo constituyente». Así pues, del primer escenario de ruptura con levantamiento popular se pasó a la exigencia de la convocatoria de elecciones generales de las que se pudiera derivar un proceso constituyente. Poco después de formarse la Platajunta el gobierno toleró que el sindicato socialista Unión General de Trabajadores (UGT) celebrara dentro del país su XXX Congreso camuflado bajo el término «Jornadas de Estudio», pero al mismo tiempo la policía detuvo al dirigente de CC OO, Marcelino Camacho.
A principios de junio de 1976 el rey visitó Estados Unidos y en su discurso ante el Congreso, de cuyo contenido exacto no tuvo conocimiento Arias Navarro, ratificó su compromiso para dotar a España de una democracia plena. Juan Carlos anunció la voluntad de la Corona de «asegurar el acceso al poder de las distintas alternativas de gobierno, según los deseos del pueblo español libremente expresados». Mes y medio antes, la revista Newsweek había afirmado que el rey Juan Carlos había dicho a uno de sus periodistas —lo que nunca fue desmentido— que «Arias era un desastre sin paliativos». Por esas mismas fechas Arias Navarro había realizado una declaraciones por televisión en las que había vertido duros ataques a la oposición democrática, mientras sus relaciones con el rey se habían deteriorado hasta el punto de que Arias le había confesado a uno de sus colaboradores más cercanos: «Me pasa como con los niños; no lo soporto más de diez minutos».
Después de comentarle a Areilza «esto no puede seguir, so pena de perderlo todo…», Juan Carlos le exigió a Arias Navarro el 1 de julio que le presentara su dimisión, lo que este hizo inmediatamente. A los pocos días Torcuato Fernández Miranda lograba que el Consejo del Reino incluyera entre los tres aspirantes a presidente del gobierno al «candidato del rey»: Adolfo Suárez, un «reformista azul» que no había destacado demasiado hasta entonces. El nombramiento de Suárez causó un enorme desconcierto y decepción entre la oposición democrática y los círculos diplomáticos, así como en las redacciones de los periódicos. Un comentarista político, que acabaría siendo ministro con Suárez, escribió que su nombramiento había sido un «inmenso error».

### El gobierno Suárez (julio de 1976-junio de 1977): la «reforma como ruptura pactada»

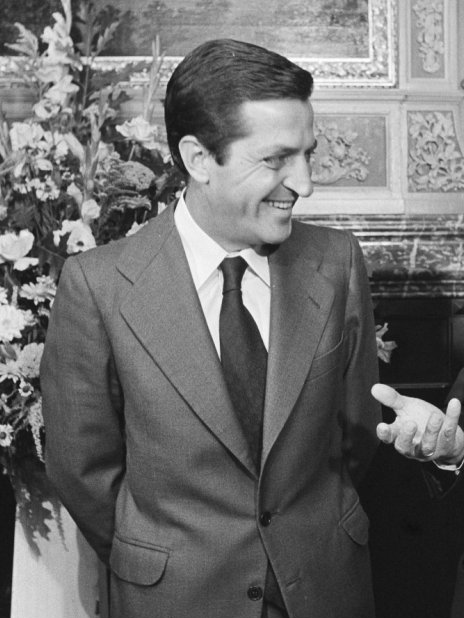
Adolfo Suárez en 1977

Adolfo Suárez formó un gobierno de jóvenes «reformistas» franquistas, en el que no incluyó a ninguna figura prominente —Fraga y Areilza, se negaron a participar—, pero que no carecía de experiencia política. En su primera declaración, hecha ante las cámaras de TVE, el nuevo presidente presentó su proyecto «reformista» que contenía importantes novedades de lenguaje y de objetivos y que causó un gran impacto en la mayoría de la población. Afirmó que su meta era conseguir «que los Gobiernos del futuro sean el resultado de la libre voluntad de la mayoría de los españoles» y, después de manifestar su convicción de que la soberanía residía en el pueblo, anunció que este se expresaría libremente en unas elecciones generales que se convocarían para antes del 30 de junio del año siguiente. Se trataba de «elevar a la categoría de normal lo que a nivel de la calle es simplemente normal». Por último, Suárez anunció que la «reforma política» que se iba emprender se sometería a referéndum.

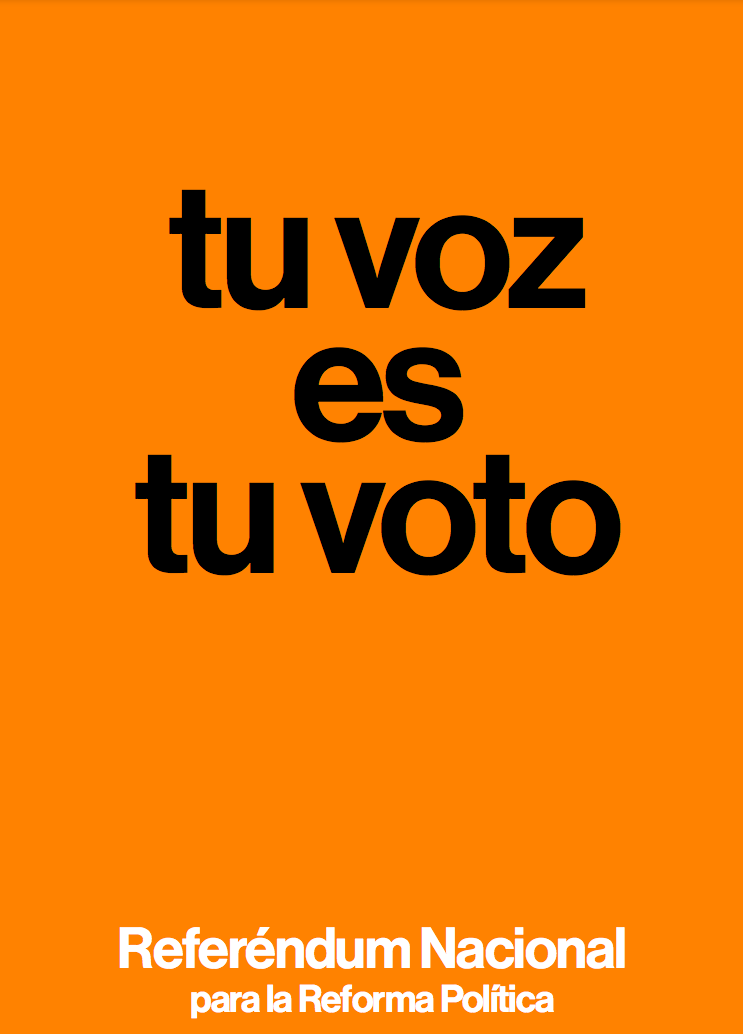
Cartel del propaganda del Referéndum sobre la Ley para la Reforma Política

El proyecto de Ley para la Reforma Política, que fue redactado conjuntamente por el presidente de las Cortes, Torcuato Fernández Miranda, el vicepresidente del gobierno Alfonso Osorio y el ministro de Justicia Landelino Lavilla, era muy sencillo. Se creaban unas nuevas Cortes formadas por dos cámaras, el Congreso de Diputados y el Senado, compuestas de 350 y 204 miembros respectivamente y elegidas por sufragio universal, excepto los senadores designados por el rey. Y al mismo tiempo quedaban abolidas implícitamente todas las instituciones establecidas en las leyes fundamentales que no fueran esas Cortes, es decir, todas las instituciones franquistas sin excepción, por lo que la ley de reforma lo que hacía en realidad era liquidar lo que pretendía reformar.
Por otro lado, el nuevo talante del gobierno y sobre todo el de su presidente cambió el clima político superándose la crispación que se había vivido durante el gobierno de Arias Navarro. El 31 de julio el gobierno aprobaba la amnístía, una de las principales reivindicaciones de la oposición antifranquista, aunque quedaron excluidos los «delitos de sangre» por lo que aún permanecieron en las cárceles muchos «presos vascos» presuntos miembros de ETA. Este hecho, unido a que las manifestaciones en el País Vasco y en Navarra eran normalmente prohibidas precisamente porque incluían la petición de amnistía de los «presos vascos» y la reclamación del autogobierno que las autoridades relacionaban inmediatamente con el terrorismo de ETA —que continuó con los atentados—, explicaría que allí el clima de crispación (y de radicalización política) aumentara mientras en el resto de España disminuía.
El obstáculo que más preocupaba al gobierno para sacar adelante la «reforma política» no era lo que pudiera decir la oposición democrática, sino el Ejército que se consideraba el garante último del «legado de Franco». El 8 de septiembre Adolfo Suárez se reunió con la cúpula militar para convencer a los altos mandos de la necesidad de la reforma. En esa reunión se habló de los límites que nunca se traspasarían: no se cuestionaría ni la Monarquía ni la «unidad de España»; no se exigirían responsabilidades por lo acontecido durante la Dictadura franquista; no se formaría ningún gobierno provisional que abriera un proceso constituyente; no se legalizarían los partidos «revolucionarios» —en este punto los militares incluían al Partido Comunista, su «bestia negra» desde la guerra civil—. En fin, que el proceso que conduciría a las elecciones siempre estaría bajo el control del gobierno. Una vez clarificados los límites, los recelos del Ejército quedaron disipados y Suárez obtuvo el visto bueno para el proceso que iba a emprender.
El proyecto de Ley para la Reforma Política se comenzó a discutir en las Cortes franquistas el 14 de noviembre, dos días después de una huelga general convocada por la oposición democrática que tuvo un seguimiento apreciable. Sometido a votación el 18 de noviembre el gobierno Suárez obtuvo un éxito resonante al ser aprobado por 435 procuradores, mientas solo 59 se opusieron, 13 se abstuvieron y 24 no fueron a votar. Para conseguir ese resultado el gobierno se empleó a fondo, contando además con la colaboración inestimable del presidente de las Cortes, Fernández Miranda: la ley se tramitó por el procedimiento de urgencia lo que limitó los debates y la votación final no fue secreta; se advirtió a los procuradores que desempeñaban altos cargos en la administración de que corrían el riesgo de perderlos si no apoyaban el proyecto; se prometió a otros que podrían renovar sus escaños en las nuevas Cortes que iban elegirse al formar parte de candidaturas que el gobierno estaba dispuesto a respaldar. Esto es lo que explicaría que las Cortes franquistas hubieran decidido «suicidarse» —hacerse el harakiri por decisión propia, como titularon algunos diarios al día siguiente de la votación—.

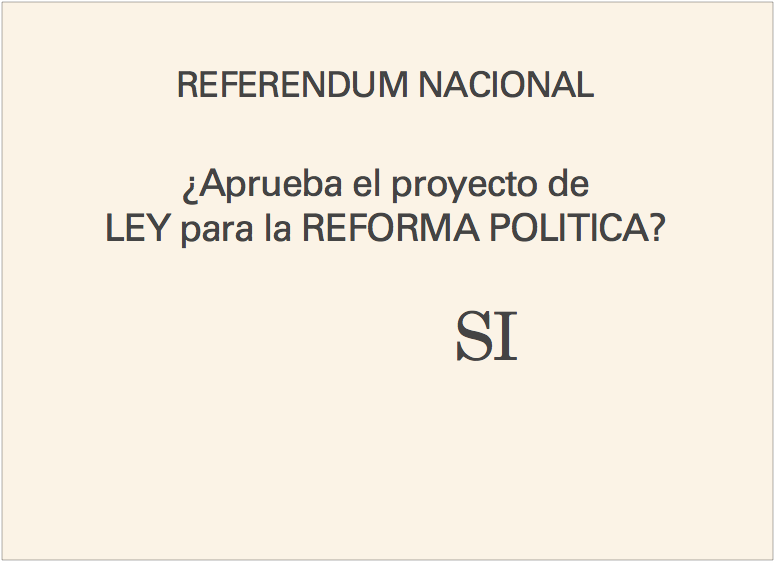
Papeleta de voto favorable al SI utilizada en el referénduma sobre la Ley para la Reforma Política.

Una vez aprobada, se convocó el referéndum sobre la Ley para la Reforma Política para el día 15 de diciembre. El gobierno no dio ninguna oportunidad a la oposición para que pudiera exponer su postura —la abstención— en los medios de comunicación que controlaba, especialmente en el de mayor influencia, la televisión —ni tampoco en la radio—, y desplegó una formidable campaña a favor del SI, por lo que el resultado del referéndum no deparó ninguna sorpresa: hubo una alta participación, excepto en el País Vasco, y el SI ganó con el 94,2 % de los votos, mientras que el NO, defendido por el búnker, solo consiguió el 2,6 %. La Reforma política, e implícitamente la Monarquía y su gobierno, quedaban así legitimados por el voto popular. A partir de ese momento, ya no tenía sentido la reivindicación de la oposición de que se formara un gobierno de «amplio consenso democrático». Será el gobierno de Suárez el que asumirá la tarea que la oposición había asignado a ese gobierno: convocar elecciones generales.
La última semana del mes de enero de 1977 fue el momento más delicado de la transición antes de las elecciones ya que los franquistas del búnker se propusieron detener el proceso de cambio creando un clima de pánico que justificara la intervención del Ejército. La primera provocación se produjo en la Gran Vía de Madrid, cuando un estudiante, Arturo Ruiz, que participaba en una manifestación proamnistía era asesinado por unos matones del grupo de extrema derecha Fuerza Nueva —en la manifestación de protesta por el crimen murió una manifestante, María Luz Nájera, a causa de un bote de humo de la policía—. Dos días después se produjo el hecho más grave: pistoleros «ultras» irrumpieron en el despacho de unos abogados laboralistas vinculados a las comisiones obreras y al Partido Comunista, sito en la calle de Atocha de Madrid, y pusieron contra la pared a ocho de ellos y a un conserje, disparando a continuación. Cinco miembros del bufete murieron en el acto y otros cuatro fueron gravemente heridos.
Pero la Matanza de Atocha de 1977 no consiguió su objetivo de crear un clima que evocara la guerra civil sino que por el contrario levantó una ola de solidaridad con el Partido Comunista, que congregó en la calle a una multitud ordenada y silenciosa para asistir al entierro de los militantes comunistas asesinados. El Ejército, por tanto, no tuvo ningún motivo para intervenir y ni siquiera el gobierno decretó el estado de excepción, como pretendía la extrema derecha. Y cuando parecía que la crisis se había superado reaparecieron los GRAPO, que como la extrema derecha también querían detener el proceso de transición política, y secuestraron al presidente del Consejo Supremo de Justicia Militar, general Emilio Villaescusa Quilis —mientras todavía mantenían secuestrado a Antonio María de Oriol, presidente del Consejo de Estado— y asesinaron a tres policías. Pero tampoco en esta ocasión ni el gobierno Suárez ni el Ejército cayeron en la provocación.
La crisis de los «siete días de enero» produjo el efecto contrario de los que pretendían desestabilizar el sistema pues se aceleró el proceso de legalización de los partidos políticos y el de desmantelamiento de las instituciones franquistas, sin llevar a cabo ningún tipo de depuración de sus funcionarios, que pasaron a otros organismos del Estado. El 1 de abril un decreto estableció la libertad sindical y poco después, el Sábado Santo 9 de abril, era legalizado el Partido Comunista de España, lo que constituyó la decisión más arriesgada que tomó el presidente Suárez en toda la transición. La reacción más dura provino de las Fuerzas Armadas. El ministro de Marina, almirante Gabriel Pita da Veiga, dimitió y el gobierno tuvo que recurrir a un almirante de la reserva para cubrir su puesto, ya que ninguno en activo quiso sustituirle. El Consejo Supremo del Ejército expresó su acatamiento «en consideración a los intereses nacionales de orden superior», aunque no se abstuvo de expresar su opinión contraria. Algunos otros altos mandos militares manifestaron su opinión de que Suárez les había «mentido» en la reunión que habían tenido con él el 8 de septiembre y que les había «traicionado». Así pues, la legalización del PCE se convirtió en un «punto neurálgico de la transición» porque «fue la primera decisión política de importancia tomada en España desde la guerra civil sin contar con la aprobación del ejército y contra su parecer mayoritario». El Partido Comunista como contrapartida tuvo que aceptar la Monarquía como forma de gobierno y la bandera rojigualda, y las banderas republicanas desaparecieron de sus mítines.
El 13 mayo aterrizaba en Madrid el avión procedente de Moscú que llevaba a bordo a la presidenta del PCE Dolores Ibárruri, la Pasionaria, que volvía a España después de un exilio de 38 años. Al día siguiente otro exiliado don Juan de Borbón cedía sus derechos a la Corona española a su hijo, el rey Juan Carlos I. A finales de ese mes de mayo Torcuato Fernández Miranda, «artífice importante de la transición como presidente de las Cortes», presentaba la dimisión de su cargo, lo que «pareció indicar el comienzo de una nueva etapa política».

Distribución del voto por provincias en las elecciones generales de España de 1977

Finalmente el 15 de junio de 1977 se celebraron las elecciones generales sin que se produjera ningún incidente y con una participación muy alta, cercana al 80 % del censo. La victoria fue para Unión de Centro Democrático, una coalición de partidos moderados y de «independientes» liderada por el presidente del gobierno Adolfo Suárez, aunque no consiguió alcanzar la mayoría absoluta en el Congreso de Diputados —obtuvo el 34 % de los votos y 165 escaños: le faltaban 11 para la mayoría absoluta—.
El segundo triunfador fue el PSOE que se convirtió en el partido hegemónico de la izquierda —al conseguir el 29,3 % de los votos y 118 diputados— desbancando por amplio margen al PCE —que obtuvo el 9,4 % de los votos y se quedó en 20 diputados— a pesar de que era el partido que había soportado el mayor peso en la lucha antifranquista. También quedó desbancado el Partido Socialista Popular de Enrique Tierno Galván que solo obtuvo seis diputados y el 4 % de los votos. El otro gran derrotado de las elecciones, junto con el PCE, fue la neofranquista Alianza Popular de Manuel Fraga que solo obtuvo el 8,3 % de los votos y 16 diputados —13 de los cuales habían sido ministros con Franco—. Pero el descalabro mayor lo padeció la democracia cristiana de Joaquín Ruiz Giménez y de José María Gil Robles, el líder de la CEDA durante la Segunda República que no obtuvo ningún diputado. Por otro lado, ni la extrema derecha ni la extrema izquierda consiguieron representación parlamentaria.
Tras las elecciones se dibujó un sistema de partidos llamado de «bipartidismo imperfecto», donde dos grandes partidos o coaliciones (UCD y PSOE), que se situaban hacia el «centro» político, habían recogido el 63 % de los votos y se repartían más del 80 % de los escaños (283 de 350), y otros dos partidos o coaliciones se situaban, con mucho menores apoyos, en los extremos —AP en la derecha, PCE en la izquierda—. La excepción al bipartidismo imperfecto la constituyeron el País Vasco, donde el PNV consiguió 8 escaños y la coalición Euskadiko Ezkerra 1, y Cataluña donde el Pacte Democràtic per Catalunya encabezado Jordi Pujol obtuvo 11 y la coalición Esquerra de Catalunya 1.

### El segundo gobierno de Adolfo Suárez (1977-1979): la construcción del sistema democrático
La medida que los diputados de las Cortes recién elegidas consideraron más urgente fue la de promulgar una ley de amnistía total que pusiera en libertad a los presos que todavía quedaban en las cárceles por delitos «de motivación política», incluidos los «de sangre». La izquierda aceptó que la ley también amparara a las personas que hubieran cometido delitos durante la represión franquista lo que constituyó una especie de «pacto del olvido» porque como dijo el comunista Marcelino Camacho, encarcelado durante la dictadura, «¿cómo podríamos reconciliarnos los que nos habíamos estado matando los unos a los otros, si no borráramos ese pasado de una vez para siempre?». Sin embargo, a pesar de que la Ley de Amnistía puso en libertad a todos los «presos vascos», ETA no solo no abandonó la «lucha armada» sino que incrementó el número de atentados terroristas —en 1978 perpetró 71 con el resultado de 85 muertos—.

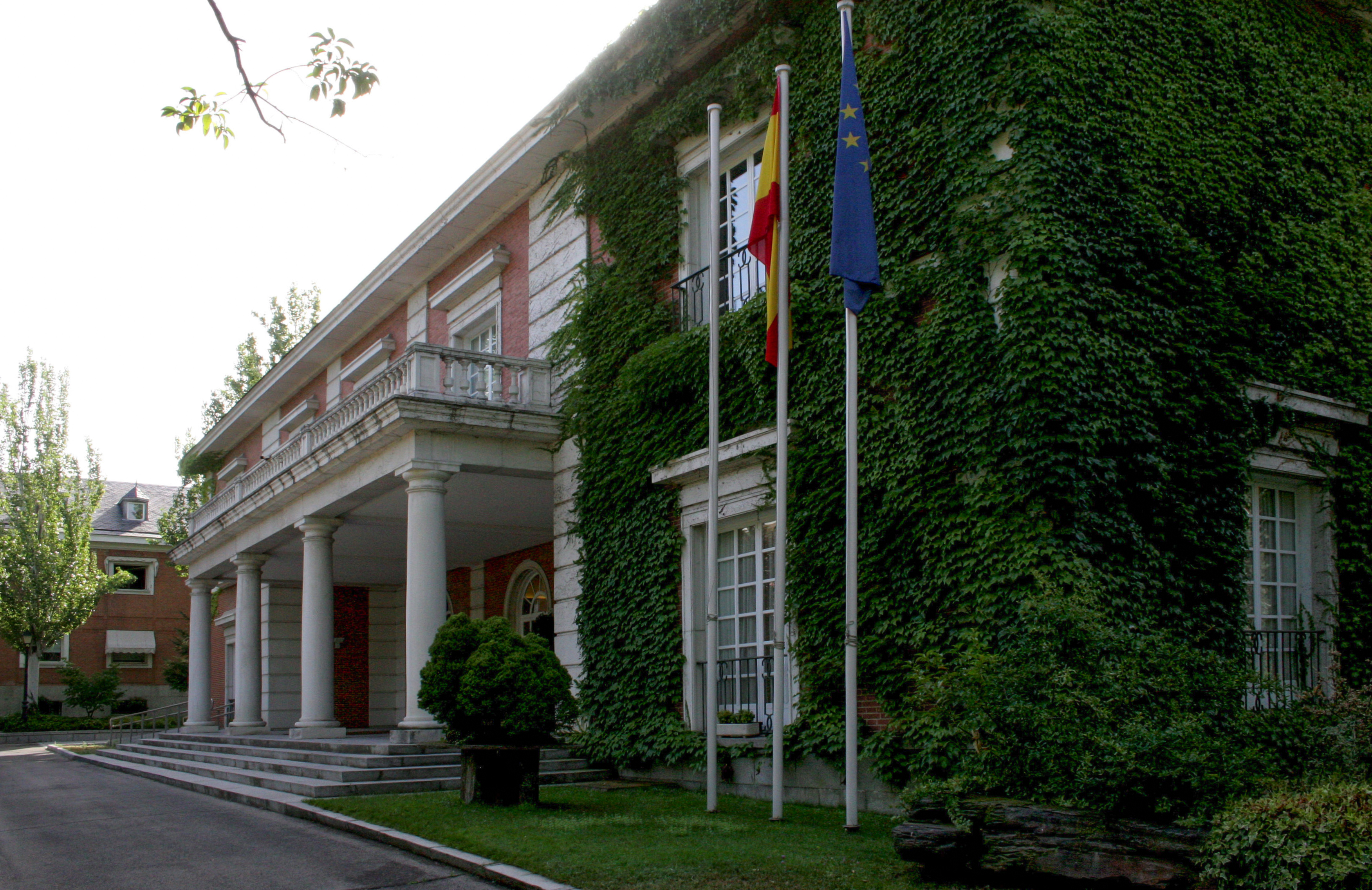
Palacio de La Moncloa, sede de la Presidencia del Gobierno de España desde 1976

Un asunto que hubo que abordar con urgencia fue la crisis económica iniciada en 1974. El ministro de Economía Fuentes Quintana propuso la firma de un gran «pacto social» que compensara con mejoras sociales y algunas reformas jurídico-políticas las duras medidas de ajuste que se tenían que tomar. De ahí surgieron los Pactos de la Moncloa firmados el 27 de octubre de 1977 que lograron estabilizar la economía y controlar la inflación –del 26,4 % de 1977 se pasó al año siguiente al 16,5—, y a cambio se aumentó el gasto social —subsidio de desempleo, pensiones, gastos en educación y sanidad— gracias a la reforma fiscal que puso en marcha el ministro Francisco Fernández Ordóñez.
Otro problema urgente fue la «cuestión regional», ya que las demandas de autogobierno por parte de Cataluña y del País Vasco no admitían más demoras. En el caso de Cataluña, se reclamaba el restablecimiento del Estatuto de Autonomía aprobado por la República, pero Suárez optó por aprobar un decreto-ley de 29 de septiembre de 1977 que restableció «provisionalmente» la Generalidad aunque sin hacer referencia al Estatuto de 1932 que permitió la vuelta del exilio del president Josep Tarradellas. En el caso del País Vasco se constituyó en diciembre de 1977 el Consejo General Vasco bajo la presidencia del socialista Ramón Rubial, pero como en el caso de Cataluña tampoco fue restablecido el Estatuto de Autonomía aprobado por la República. La concesión de un régimen de «preautonomía» a Cataluña y al País Vasco, alentó o «despertó» los movimientos «autonomistas» en otras regiones que el gobierno canalizó procediendo a la constitución de órganos preautonómicos en todas las que lo reclamaron.
Pero la tarea esencial de las Cortes y del gobierno fue la elaboración de una Constitución. Para ello se creó una Comisión de Asuntos Constitucionales en el Congreso de Diputados que a su vez nombró una ponencia de siete miembros para que presentara un anteproyecto. La formaban tres diputados de UCD —Miguel Herrero y Rodríguez de Miñón, José Pedro Pérez Llorca y Gabriel Cisneros—, uno del PSOE —Gregorio Peces Barba—, uno del PCE-PSUC —Jordi Solé Tura—, uno de Alianza Popular —Manuel Fraga Iribarne— y uno por las minorías vasca y catalana —Miquel Roca i Junyent—.
Los ponentes se propusieron lograr un texto de consenso que fuera aceptable para las grandes fuerzas políticas para que cuando éstas se alternaran en el gobierno no tuvieran que cambiar la Constitución. Mientras UCD cedió ante las demandas de la izquierda de un texto amplio en el que se reconocieran todos los derechos y libertades fundamentales, el PSOE y el PCE renunciaron a la forma republicana de Estado en favor de la monarquía sin que mediara la convocatoria de un plebiscito específico sobre el tema, aunque consiguieron que los poderes de la Corona fueran prácticamente nulos. Por otra parte, los partidos de ámbito estatal admitieron la propuesta del nacionalista catalán, Miquel Roca, de introducir el término nacionalidades en la Constitución. Uno de los momentos más críticos, que estuvo a punto de romper el consenso fue la discusión del artículo 27 relacionado con la cuestión religiosa, pero finalmente se llegaría a una redacción consensuada en la que se reconocía la «libertad de enseñanza» y la «libertad de creación de centros docentes» —y por tanto, el derecho de la Iglesia Católica a mantener sus centros religiosos—, pero se admitía que «los profesores, los padres y, en su caso, los alumnos intervendrán en el control y gestión de todos los centros sostenidos por la Administración con fondos públicos» —es decir, no solo los centros estatales, sino también los centros privados o religiosos subvencionados por el Estado—. Otros temas conflictivos fueron acordados mediante el recurso a redacciones ambiguas de los artículos, como ocurrió con el aborto.

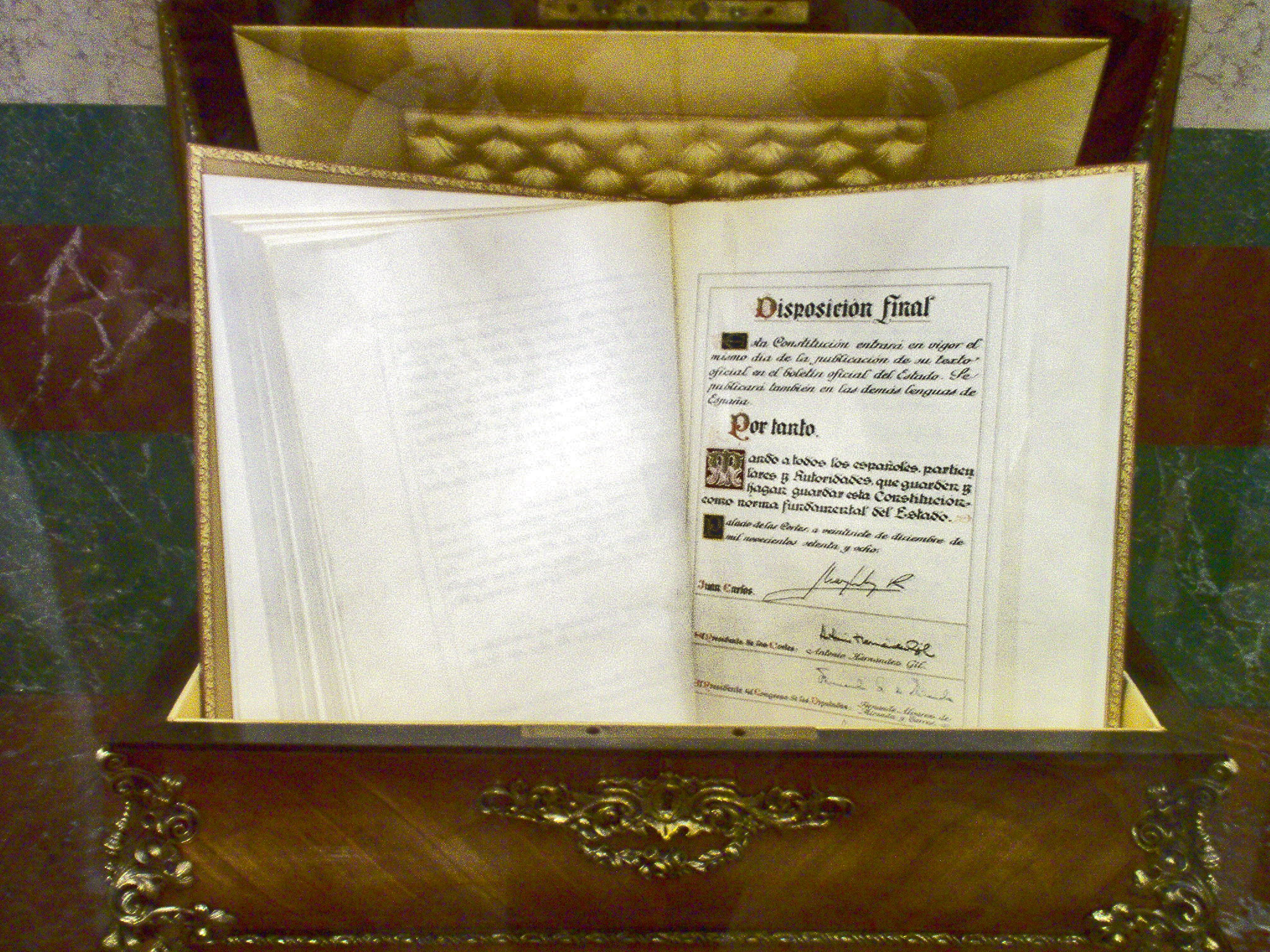
La nueva Constitución

La ponencia acabó sus trabajos en abril de 1978 y la Comisión de Asuntos Constitucionales comenzó a debatir el anteproyecto el 5 de mayo. Pero la verdadera negociación la llevaron al margen de la comisión Fernando Abril Martorell en nombre de UCD y del gobierno y el vicesecretario general del PSOE Alfonso Guerra, que se reunieron en privado para consensuar los temas conflictivos, lo que permitió la rápida aprobación de los artículos del anteproyecto. El consenso se amplió a comunistas y a nacionalistas catalanes pero una parte de Alianza Popular, que rechazaba entre otras cosas la incorporación del término nacionalidades, y el PNV, que exigía el reconocimiento de la soberanía nacional de los vascos, no se sumaron al mismo.
Finalmente el 31 de octubre de 1978 fue votado en el Congreso y en el Senado el proyecto de Constitución. En el Congreso votaron a favor 325 diputados, 6 en contra —cinco diputados de AP y el diputado de Euskadiko Ezkerra— y 14 se abstuvieron —los 8 diputados del PNV, más 6 de AP y del grupo mixto—. En el Senado la apoyaron 226 senadores y votaron en contra 5. La Constitución obtuvo así un enorme respaldo parlamentario.
El 6 de diciembre de 1978 la Constitución fue sometida a referéndum, siendo aprobada por el 88 % de los votantes, y rechazada por el 8 %, con una participación del 67,11 % del censo. En el País Vasco la campaña abstencionista promovida por el PNV tuvo éxito por lo que allí la Constitución fue aprobada solo por el 43,6 % del censo electoral. También fue en el País Vasco donde se registró un mayor porcentaje de votos negativos (el 23,5 %). Una situación diferente a la de Cataluña, donde el nivel de participación fue similar al del resto de España, y los votos afirmativos superaron el 90 %.

### El tercer período de gobierno de Suárez y el «23-F» (1979-1981)
Aprobada la Constitución, Adolfo Suárez disolvió las Cortes y convocó nuevas elecciones. El resultado no satisfizo a ninguno de los dos grandes partidos ya que las cosas quedaron como estaban en 1977. UCD volvió a ganar pero sin alcanzar la mayoría absoluta como pretendía y el PSOE no mejoró sensiblemente sus resultados y siguió en la oposición a pesar de que había absorbido al PSP de Tierno Galván. Lo mismo sucedió con AP, que se presentó bajo el nombre de Coalición Democrática, y el PCE, que tampoco ganaron posiciones.
Un mes después de las generales tuvieron lugar las primeras elecciones municipales desde la II República, que se saldaron esta vez con la victoria de la izquierda, que ocupó las alcaldías de la mayoría de las grandes ciudades gracias a los pactos postelectorales que suscribieron el PSOE y el PCE. Mientras los socialistas Enrique Tierno Galván y Narcís Serra, ocupaban las alcaldías de Madrid y de Barcelona, respectivamente, el comunista Julio Anguita se convertía en el primer alcalde comunista de una gran ciudad española —Córdoba— de toda su historia.

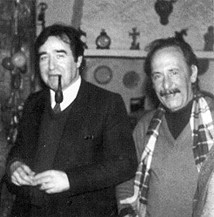
Luis Gómez Llorente y Pablo Castellano, dirigentes socialistas que encabezaron la oposición a la eliminación del marxismo en el XXVIII Congreso del PSOE

No conseguir la victoria en las elecciones generales supuso una profunda decepción en el seno del PSOE y abrió el debate interno. En el XXVIII Congreso del PSOE que se celebró en mayo de 1979, la mayoría de los delegados se opuso a la propuesta de la dirección de que para ganar las elecciones era necesario eliminar el marxismo de la definición del partido. Entonces el secretario general Felipe González y el resto del comité ejecutivo presentaron la dimisión. Sin embargo, en el Congreso Extraordinario celebrado en septiembre de 1979, Felipe González fue aclamado por los delegados y la definición marxista del partido fue suprimida. De esta forma quedó reforzado el liderazgo de Felipe González y se culminó el proceso de «refundación» del PSOE iniciado cinco años antes en el Congreso de Suresnes.
La cuestión más urgente que tuvo que abordar el gobierno fue la «autonómica», pues tanto catalanes como vascos reclamaban la tramitación inmediata de sus respectivos proyectos de estatuto, el de Sau y el de Guernica. En el verano de 1979, Suárez negoció con el nuevo presidente del Consejo General Vasco —el nacionalista vasco Carlos Garaikoetxea— el Estatuto del País Vasco, alcanzándose un acuerdo que incluía la creación de una policía propia y el restablecimiento de los conciertos económicos. El 25 de octubre fue sometido a referéndum en el que participó el 59,7 % del censo, resultando aprobado por una amplísima mayoría. También culminó con éxito la negociación del Estatuto de Autonomía de Cataluña, que obtuvo un nivel similar de autogobierno —aunque allí no se implantaría el régimen de conciertos— y unas instituciones propias similares. Fue sometido a referéndum el mismo día que el del País Vasco, resultando aprobado con una participación electoral similar a la vasca. Poco después se celebrarían las primeras elecciones a los parlamentos respectivos, que dieron la victoria a los nacionalistas del PNV en el País Vasco —con Carlos Garaikoetxea como nuevo lehendakari— y a los nacionalistas de Convergència en Cataluña —con Jordi Pujol como nuevo Presidente de la Generalidad de Cataluña—.
La aprobación de los Estatutos vasco y catalán —y la discusión del gallego— disparó las expectativas autonómicas de muchas regiones por lo que el gobierno ante la perspectiva de que se desencadenara un «carrusel» de referéndos autonómicos decidió «racionalizar» el proceso. El problema se planteó en Andalucía donde ya se habían dado los primeros pasos que establecía el artículo 151 para dotarse de un Estatuto con el mismo nivel de autogobierno que el vasco y el catalán por lo que el gobierno se vio obligado a convocar el referéndum autonómico recomendando al mismo tiempo la abstención de los votantes. El referéndum se celebró el 28 de febrero de 1980 y el resultado fue que la iniciativa autonómica fue aprobada por la mayoría absoluta de los electores censados lo que supuso un desastre para el gobierno y para UCD. El gran beneficiario fue el PSOE que lideró la campaña a favor del SÍ y que a partir de entonces se convirtió en la fuerza política hegemónica en Andalucía.
El revés que sufrió UCD en Andalucía se sumó a la derrota en las elecciones municipales y en las autonómicas de Cataluña y el País Vasco. A ello se añadió el agravamiento de la situación económica a consecuencia de la «segunda crisis del petróleo» de 1979 —se superó el millón de parados—, el recrudecimiento de las acciones terroristas de ETA que en 1979 y 1980 marcaron el punto álgido de su actividad —174 muertos en atentados perpetrados por ETA en esos dos años, buena parte de ellos militares—, el creciente «desencanto» ciudadano, etc. Todo ello acentuó las diferencias políticas entre los grupos que integraban UCD sobre diversos temas lo que abrió una crisis de gobierno a mediados de abril de 1980 que se saldó con la formación de uno nuevo cuyo hombre fuerte era el amigo del presidente, Fernando Abril Martorell. Entonces Felipe González presentó una moción de censura contra Suárez, que aunque no consiguió que saliera adelante lo convirtió en el líder político mejor valorado en las encuestas, desbancando por primera vez a Adolfo Suárez, y el PSOE se puso por delante de UCD en intención de voto.
Suárez salió muy debilitado de la moción de censura socialista lo que provocó una segunda crisis de su gobierno en septiembre de 1980 que se saldó con la salida del mismo del anterior hombre fuerte Fernando Abril Martorell. Sin embargo, el sector democristiano no quedó satisfecho e inició «una rebelión en toda regla». El resultado fue que el 29 de enero de 1981 Adolfo Suárez hizo pública por televisión su decisión de dimitir de la presidencia del gobierno y del partido. La justificó con la enigmática frase: «No quiero que el sistema democrático de convivencia sea, una vez más, un paréntesis en la vida de España». Dos días después Suárez reunió a los barones de UCD que acordaron proponer a Leopoldo Calvo Sotelo como candidato a la presidencia del gobierno.
La crisis política que vivía el país se agudizó cuando se conoció que ETA había asesinado a José María Ryan, ingeniero industrial de la central nuclear de Lemóniz que había sido secuestrado unos días antes, y que coincidió con la muerte por torturas en el Hospital Penitenciario de Carabanchel del presunto etarra José Ignacio Arregui. También alimentó la tensión las muestras de rechazo que recibieron los reyes por parte de los representantes de Herri Batasuna cuando visitaron la Casa de Juntas de Guernica junto al lehendakari Carlos Garaikoetxea.

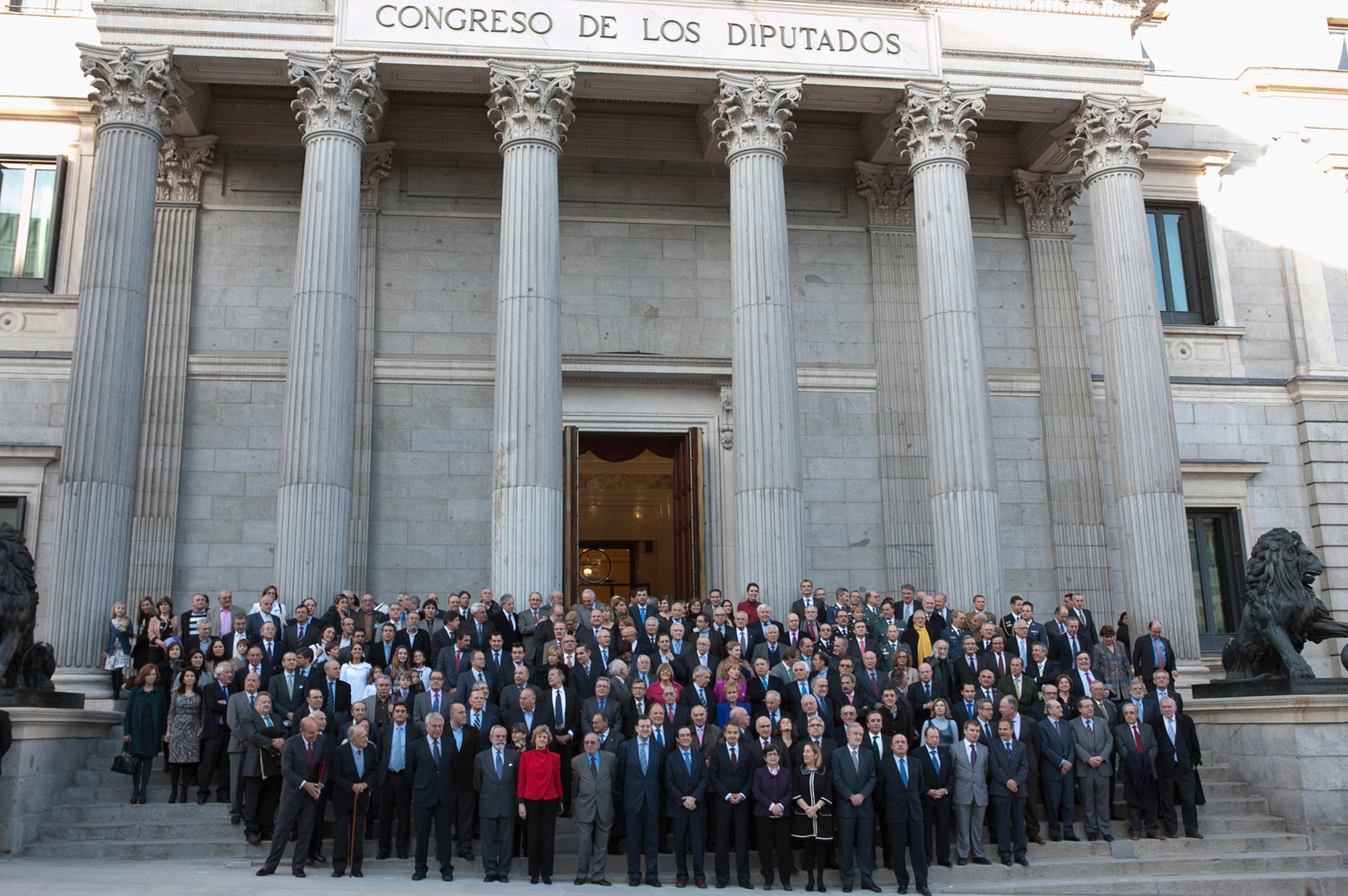
Foto de familia del acto conmemorativo del 30.º aniversario del «23-F» celebrado el 23 de febrero de 2011

El 22 de febrero, Calvo Sotelo sometió su programa de gobierno a la aprobación del Congreso de Diputados pero no alcanzó la mayoría absoluta, por lo que había que repetir la votación al día siguiente, y entonces bastaría con la mayoría simple para obtener la investidura de la Cámara. En la tarde del 23, cuando se estaba procediendo a la segunda votación, irrumpieron en el hemiciclo del Congreso de Diputados un grupo de guardias civiles armados al mando del teniente coronel Antonio Tejero. Al mismo tiempo el capitán general de la III Región Militar, Jaime Milans del Bosch, declaraba el «estado de guerra» en su demarcación al grito de «¡Viva el Rey y viva siempre España!», establecía el toque de queda y ordenaba que carros de combate ocuparan la ciudad de Valencia, sede la capitanía general. Milans también se puso en contacto con el resto de capitanes generales para que secundaran su iniciativa alegando que estaba a la espera de las órdenes del rey. Se iniciaba así un golpe de Estado que llevaba meses preparándose.
Cuándo el Rey tuvo noticias de lo que estaba ocurriendo, ordenó a todos los capitanes generales que permanecieran en sus puestos y que no sacaran las tropas a la calle, y a Milans del Bosch que mandara volver a sus cuarteles a los tanques y a los soldados que ocupaban Valencia. Mientras tanto, el general Armada, otro de los conjurados, pretendió que el rey le autorizara a presentarse en su nombre en el Congreso de Diputados, pero Juan Carlos I se negó. A pesar de ello Armada acudió al Congreso donde se entrevistó con Tejero, al que le explicó su plan para formar un gobierno de concentración presidido por él y le pidió que le dejara dirigirse a los diputados. Tejero se negó en redondo porque él quería un gobierno puramente militar.
A la una de la madrugada, el rey, vestido de capitán general como jefe supremo de las Fuerzas Armadas, se dirigió al país condenando el golpe militar y defendiendo el sistema democrático. Fue «el momento decisivo para la derrota del golpe». Dos horas más tarde Milans del Bosch ordenaba la retirada de sus tropas y a la mañana del día siguiente Tejero se rendía, siendo liberados el gobierno y los diputados. El golpe del «23-F» había fracasado. Poco después se convocaron manifestaciones de apoyo a la Constitución y en defensa de la democracia que fueron las más multitudinarias de las celebradas hasta entonces.

### El gobierno de Calvo Sotelo (1981-1982)

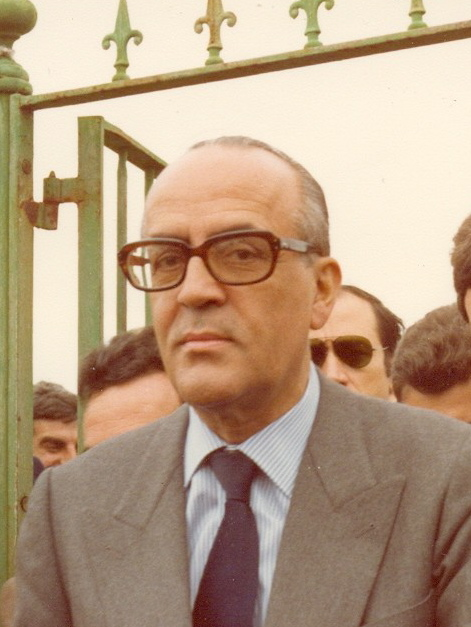
Leopoldo Calvo Sotelo (1976)

Aunque rechazó la oferta de Felipe González de formar un gobierno de amplia base parlamentaria, Calvo Sotelo acordó con el PSOE los dos temas más urgentes, la «cuestión militar» y la «cuestión regional». En cuanto al primero los socialistas aceptaron que solo se juzgara a 32 de los más de 200 militares implicados en el golpe y a un solo civil —Tejero, Armada y Milans del Bosch fueron condenados por el Tribunal Supremo a la pena máxima de treinta años de cárcel— y también apoyaron la Ley de Defensa de la Constitución dirigida a prevenir cualquier nueva intentona de golpe de Estado. En cuanto a la «cuestión regional», UCD y PSOE pactaron la Ley Orgánica de Armonización del Proceso Autonómico (LOAPA) destinada a «reordenar» el llamado Estado de las Autonomías.
En lo que el gobierno no encontró el apoyo del PSOE fue en la decisión de solicitar el ingreso de España en la OTAN y cuando se aprobó en el Congreso el 29 de octubre de 1981 Felipe González prometió que cuando llegara al poder convocaría un referéndum sobre la permanencia.

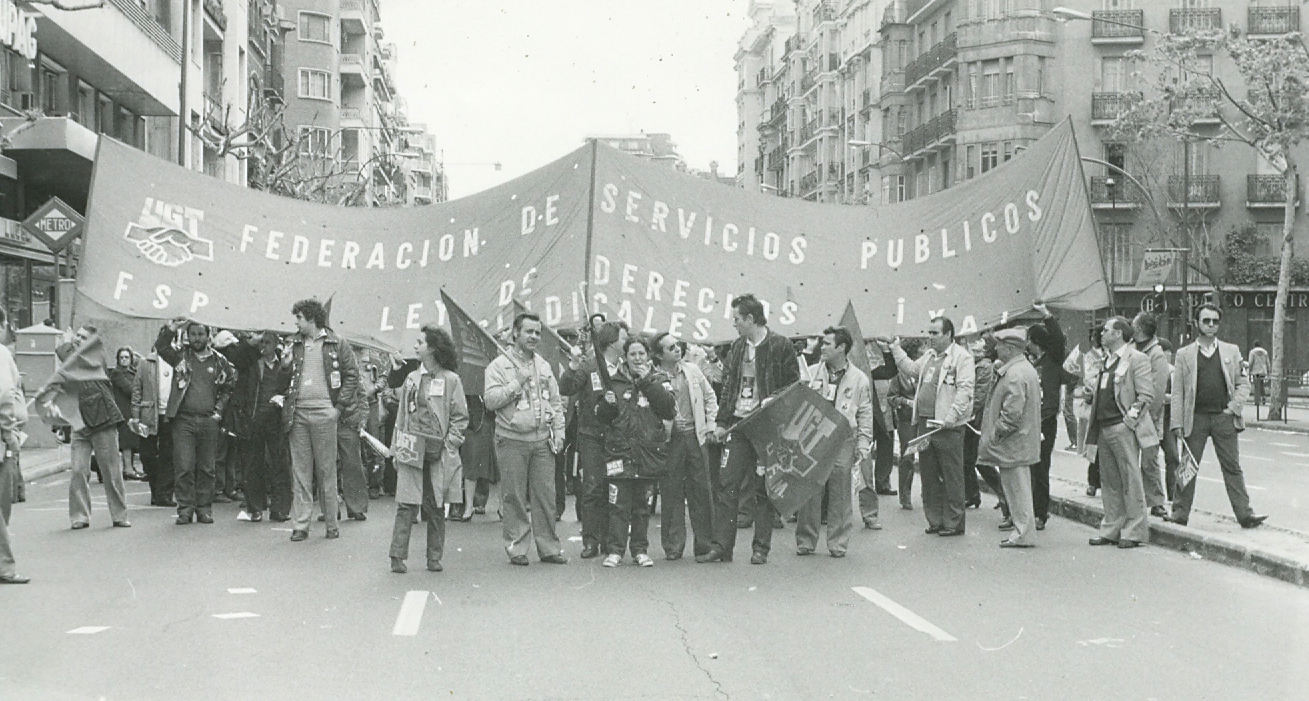
Concentración convocada por la Federación de Servicios Públicos de UGT en 1982 para reclamar la Ley de Libertad Sindical

Calvo Sotelo no consiguió detener la crisis interna de UCD —el sector crítico democristiano encabezado por Miguel Herrero y Rodríguez de Miñón y Oscar Alzaga se acercó a Alianza Popular y el sector socialdemócrata liderado Francisco Fernández Ordóñez se aproximó al PSOE—, que se vio agravada por la derrota en las elecciones gallegas de octubre de 1981 en la que los centristas fueron superados por Alianza Popular. Calvo Sotelo intentó entonces recomponer la unidad del partido asumiendo personalmente la presidencia del mismo y remodelando su gobierno, en el que el hombre fuerte pasó a ser el vicepresidente Rodolfo Martín Villa, pero a principios de 1982 comenzó la fuga de diputados a Alianza Popular. En mayo UCD sufrió un nuevo revés en las elecciones autonómicas andaluzas, en las que el PSOE consiguió la mayoría absoluta y Alianza Popular de nuevo superó en votos a UCD. Entonces Landelino Lavilla se hizo cargo de la presidencia del partido pero tampoco consiguió detener la «sangría de escisiones». Los democristianos fundaron un nuevo partido, el Partido Demócrata Popular, y hasta Suárez abandonó UCD para formar el suyo, el Centro Democrático y Social. Ante esta situación, un partido roto y en desbandada, Calvo Sotelo disolvió las Cortes en agosto de 1982 y convocó elecciones generales.

Resultado de las elecciones generales de 1982

En las elecciones de 1982 el PSOE cosechó un resonante triunfo al obtener mayoría absoluta en el Congreso de Diputados (202 diputados) y en el Senado. La segunda fuerza política más votada fue la coalición formada por Alianza Popular y el Partido Demócrata Popular, que se convirtió con sus 106 diputados en la alternativa conservadora al poder socialista. El PCE (con 4 diputados) y UCD (con 12) fueron prácticamente barridos del mapa, así como el Centro Democrático y Social de Suárez (que solo obtuvo 2 diputados).
Con este resultado, calificado como de auténtico «terremoto electoral», el sistema de partidos experimentó un vuelco radical pues del bipartidismo imperfecto (UCD/PSOE) de 1977 y 1979 se había pasado a un sistema de partido dominante (el PSOE). Las elecciones de 1982 han sido consideradas por la mayoría de los historiadores como el final del proceso de transición política iniciado en 1975. En primer lugar, por la elevada participación que se produjo, la más alta de las registradas hasta entonces (79,8 %), lo que revalidó el compromiso de los ciudadanos con el sistema democrático y demostró que la vuelta atrás que defendían los sectores involucionistas no contaba con ningún respaldo del pueblo. En segundo lugar, porque por primera vez se producía la alternancia política propia de las democracias, gracias al libre ejercicio del voto por los ciudadanos. En tercer lugar, porque accedía al gobierno un partido que nada tenía ver con el franquismo ya que era uno de los vencidos en la guerra civil.

## Gobierno socialista de González (1982-1996)

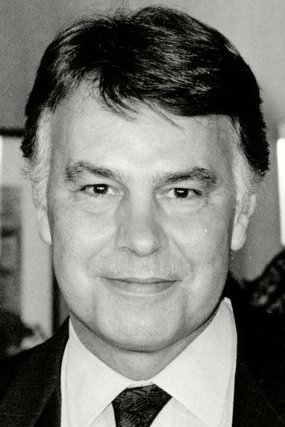
Felipe González, en 1993

Tras su victoria en las elecciones de octubre de 1982, el PSOE se mantuvo en el gobierno durante casi catorce años. Revalidó su mayoría absoluta en las dos elecciones siguientes (1986 y 1989) y a partir de 1993, aunque la perdió, siguió siendo el partido más votado y pudo seguir gobernando gracias al apoyo de otros grupos. Durante este largo período de tiempo se produjo la consolidación de la democracia en España, que se convirtió en una sociedad completamente homologable a la de sus vecinos europeos.

### El proyecto socialista: la «modernización» de España
El programa político que desarrollaron los gobiernos presididos por Felipe González no fue un proyecto de «transformación socialista» sino de «modernización» de la sociedad española para equipararla con el resto de las sociedades democráticas «avanzadas». El programa electoral del PSOE era muy ambicioso ya que se proponía consolidar la democracia y hacer frente a la crisis económica así como adecuar las estructuras productivas a una economía más eficiente y competitiva y alcanzar una sociedad más justa e igualitaria con la universalización de la sanidad, la educación y las pensiones. Lo que quedó sintetizado en el lema «Que España funcione» gracias a un «gobierno que gobierna». Sin embargo la situación económica y política que le legó el gobierno de Calvo Sotelo era muy complicada. Seguía el estancamiento económico, con un desempleo que superaba el 16 %, una inflación que no bajaba del 15 % y un déficit presupuestario desbocado. El terrorismo de ETA continuaba y la amenaza golpista no había desaparecido.

### La consolidación del sistema democrático
El gobierno de Felipe González entendió que para consolidar el régimen democrático en España había que acabar con sus dos enemigos principales: el «golpismo» y el «terrorismo». En cuanto al primero, se pusieron en marcha una serie de medidas encaminadas a la profesionalización del Ejército y a su subordinación al poder civil con lo que la idea de un poder militar «autónomo» quedó completamente descartada. El gobierno aún tuvo que hacer frente a una última intentona golpista en junio de 1985 que fue desarticulada por los servicios de información y de la que no se dio noticia a la opinión pública hasta más de diez años después. Tras este último caso, el golpismo desapareció de la vida política española.
En cuanto a la política antiterrorista los primeros gobiernos socialistas mantuvieron la reinserción de terroristas encarcelados —muchos de ellos pertenecientes a la facción ETA político-militar— que condenaran la violencia de ETA y se desvincularan de ella, pero frente a lbajo su mandato se incrementó la guerra sucia contra ETA protagonizada por el GAL, un «grupo integrado inicialmente por miembros de los cuerpos de seguridad del Estado y engrosado después por algunos mercenarios españoles y extranjeros vinculados a la anterior Brigada Político-Social del franquismo». Hasta 1987 los atentados de los GAL causaron 28 víctimas mortales, en su inmensa mayoría en el llamado «santuario francés».
Al mismo tiempo, el gobierno intentó una negociación directa con la dirección de ETA pero las llamadas conversaciones de Argel no llevaron a ningún resultado; muy al contrario, la banda terrorista perpetró con algunos de los atentados más sangrientos de su historia: la llamada matanza de Hipercor, en Barcelona, y el Atentado contra la casa cuartel de Zaragoza. Entonces el gobierno buscó alcanzar un gran pacto antiterrorista que incluyera también al nacionalismo vasco democrático, lo que finalmente se logró con la firma del Pacto de Ajuria Enea en enero de 1988. Pocos meses después eran detenidos dos policías, José Amedo y Michel Domínguez acusados de estar implicados en el secuestro de Segundo Marey entre otros delitos cometidos por los GAL, y con el agravante de que para realizar los atentados habían contado con los fondos reservados del Ministerio del Interior. El conocimiento de este hecho obligó al ministro del Interior José Barrionuevo a dimitir siendo sustituido por José Luis Corcuera.
La consolidación del sistema democrático incluyó el desarrollo de los derechos y libertades reconocidos en la Constitución de 1978. En el ámbito de la enseñanza las Cortes aprobaron la Ley Orgánica del Derecho a la Educación (LODE), en la que entre otras cosas se reconocían y regulaban las subvenciones que recibirían los centros educativos privados, en su mayoría religiosos, llamados a partir de entonces centros «concertados», y la Ley de Reforma Universitaria que concedió una amplia autonomía económica y académica a las Universidades y estableció un sistema para alcanzar la estabilidad del profesorado. La reforma estuvo acompañada por la creación de nuevas universidades y por el incremento del número de becas, lo que se tradujo en un aumento de los estudiantes universitarios cuyo número superó por primera vez el millón en 1990.

Escudo del Consejo General del Poder Judicial

Las Cortes también aprobaron la ley de habeas corpus, la de Derecho de reunión, de extranjeros y de Libertad Sindical. La más controvertida fue la ley del aborto, aprobada en la primavera de 1985, y que provocó la movilización de los sectores católicos en defensa del «derecho a la vida». Alianza Popular la recurrió ante el Tribunal Constitucional pero este dictó una sentencia favorable a la misma. También resultó polémica y objeto de recurso ante el Constitucional la modificación del sistema de elección de los miembros del Consejo General del Poder Judicial contenida en la Ley Orgánica del Poder Judicial pero de nuevo el tribunal falló a favor de la ley.
En cuanto a la «cuestión regional», además de aprobarse los pocos estatutos de autonomía que quedaban pendientes, se procedió a una enorme descentralización del gasto público, al transferirse a las comunidades autónomas las competencias que determinaban sus respectivos estatutos. Así hacia 1988 el gasto medio de las comunidades autónomas ya alcanzaba el 20 % del gasto público total y desde esa fecha siguió aumentando. Sin embargo, tanto el gobierno del País Vasco, presidido desde 1984 por el peneuvista José Antonio Ardanza como el de Cataluña, presidido desde 1980 por el líder de CiU Jordi Pujol, siguieron reivindicando mayores cotas de autogobierno y se opusieron a la «nivelación» de todas las comunidades autónomas, acusando también al gobierno de recortar sus competencias mediante el recurso a las leyes orgánicas.

### Las relaciones exteriores: la integración en la CEE y la permanencia en la OTAN
Los socialistas se propusieron la integración plena de España en Europa, pero cuando llegaron al gobierno las negociaciones para el ingreso en la Comunidad Económica Europea (CEE) continuaban bloqueadas a causa de la pausa en la ampliación impuesta por el presidente francés Giscard d'Estaing. Sin embargo, el triunfo en las elecciones presidenciales del socialista François Mitterrand permitió un rápido progreso de las negociaciones y así el 12 de junio de 1985 se firmó el tratado de adhesión a la CEE y el 1 de enero de 1986 se produjo el ingreso efectivo de España junto con Portugal en la CEE.

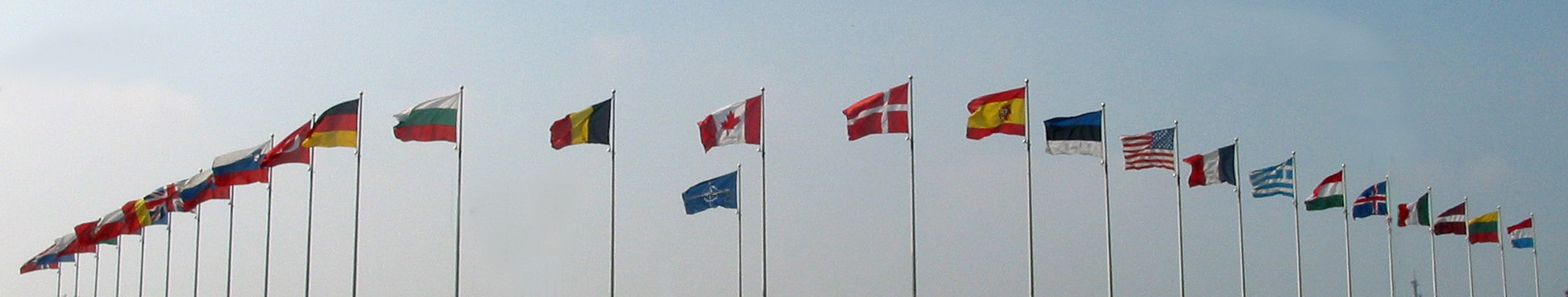
La bandera española en el cuartel general de la OTAN junto con las del resto de los Estados miembros

Tras la entrada de España en la CEE llegó el momento de convocar el prometido referéndum sobre la permanencia de España en la OTAN. Pero Felipe González y su gobierno —el ministro de Asuntos Exteriores Fernando Morán dimitió al estar en desacuerdo— anunciaron que iban a defender que España siguiera en la OTAN, bajo tres condiciones atenuantes: la no incorporación a la estructura militar, la prohibición de instalar, almacenar o introducir armas nucleares y la reducción de las bases militares norteamericanas en España. Ante el «viraje» del PSOE, la bandera del rechazo a la OTAN fue recogida por el Partido Comunista de España —ahora dirigido por el asturiano Gerardo Iglesias que había sustituido a Santiago Carrillo— que formó una amplia coalición de organizaciones y de partidos de izquierda, de la que surgiría Izquierda Unida. Por su parte, la proatlantista Alianza Popular optó paradójicamente por la abstención, dejando solo al gobierno.
En contra de lo esperado, Felipe González —que anunció que dimitiría si ganaba el "NO", lo que parece que influyó en muchos votantes— consiguió finalmente darle la vuelta a las encuestas y el "SÍ" acabó imponiéndose en el referéndum que se celebró el 12 de marzo de 1986, aunque por un estrecho margen. El resultado del referéndum, «la más dura prueba de su prolongado mandato», reforzó el liderazgo de Felipe González, tanto en su partido como en el conjunto del país, como se pudo comprobar en las elecciones generales celebradas ese mismo año en las que el PSOE volvió a conseguir la mayoría absoluta. No fue ajeno a ello que se había superado la crisis económica y se había entrado en una fase de fuerte expansión que se prolongará hasta 1992.

### Las políticas sociales: la culminación del «Estado del Bienestar»
Aunque su construcción se inició durante la última etapa de la dictadura franquista y fue desarrollado durante la transición bajo los gobiernos de UCD, el «Estado del Bienestar» homologable al del resto de países europeos avanzados se culminó durante la etapa socialista ya que fue entonces cuando se extendió la sanidad —en 1986 se aprobó la Ley General de Sandidad— y la educación a toda la población —en 1990 con la aprobación de la LOGSE se puso en marcha una nueva ordenación del sistema educativo y se extendió la enseñanza obligatoria hasta los 16 años—, y se aumentó de forma considerable el gasto social en pensiones y en subsidios de desempleo, además de otras prestaciones sociales.
Esto fue posible gracias a que los gobiernos socialistas incrementaron la presión fiscal, que en 1993 suponía el 49,7 % del PIB, frente al 22,7 % de veinte años antes, aprovechando la favorable coyuntura económica de los años 1985-1992 en los que la economía española superó la crisis y creció por encima de la media europea.

### La política económica y la ruptura entre el PSOE y UGT: el «14-D» de 1988
El ministro de Economía y Hacienda del primer gobierno socialista Miguel Boyer y su sucesor a partir de 1985 Carlos Solchaga aplicaron una política de ajustes y de moderación salarial para sanear la economía y reducir la inflación. Consiguieron que la subida de los precios se situara por debajo del 10 % pero a costa del aumento del desempleo que en 1985 superó el 20 % de la población activa, una cifra histórica, aunque en su crecimiento intervinieron otras dos variables: la llegada al mercado de trabajo de la generación del baby boom de los años sesenta y la incorporación masiva de las mujeres. Asimismo, el primer gobierno socialista reformó en 1984 el Estatuto de los Trabajadores con el objetivo de «flexibilizar» el mercado de trabajo lo que acabó provocando una «precarización» del empleo, al aumentar de forma considerable los contratos temporales frente a los indefinidos.

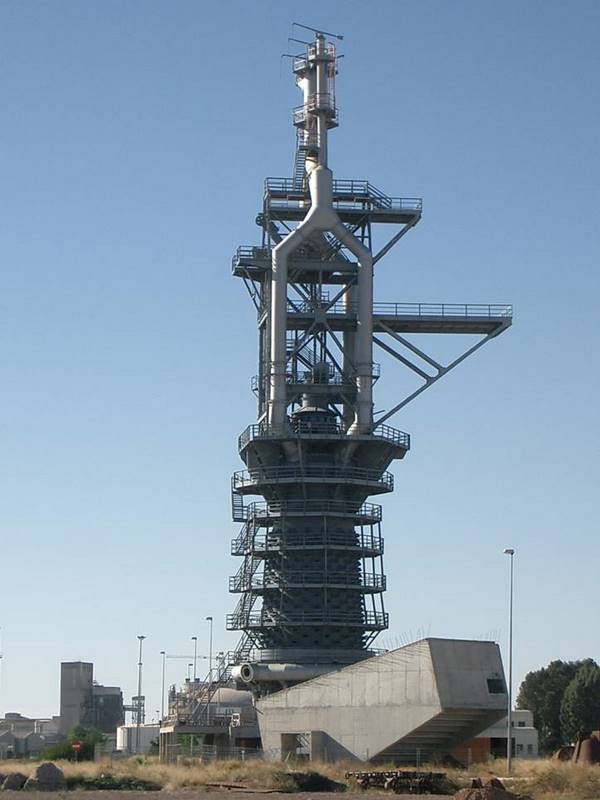
Alto horno número dos de la desmantelada Altos Hornos del Mediterráneo de Sagunto

Al mismo tiempo también se ocupó de la «modernización» de las estructuras productivas, mediante un ambicioso programa de «reconversión industrial». Se cerraron empresas obsoletas o ruinosas y se dieron créditos a las empresas para que introdujeran las mejoras tecnológicas imprescindibles para hacerlas más competitivas, entre otras medidas. Los sectores más afectados fueron la siderurgia y la construcción naval, especialmente las sobredimensionadas empresas públicas heredadas del franquismo. No es casualidad, pues, que fuera en estos sectores donde se produjeron los conflictos más importantes, proliferando los enfrentamientos entre los obreros y las fuerzas de orden público, siendo los más graves los de Sagunto. Este programa fue acompañado de fuertes inversiones en infraestructuras —gracias sobre todo a los fondos europeos que llegaron tras la entrada en la CEE—, que permitió que España se dotara de una red de autovías y de autopistas e iniciara la construcción de la primera línea de ferrocarril de alta velocidad entre Madrid y Sevilla, que entró en funcionamiento en 1992.
Los efectos positivos de la política económica se empezaron a notar a partir de 1985 cuando la economía española inició una fuerte expansión que se prolongaría hasta 1992. Sin embargo, durante esos años también crecieron los movimientos de capital de carácter especulativo protagonizados por personas vinculadas al mundo de las finanzas que buscaban el enriquecimiento fácil.

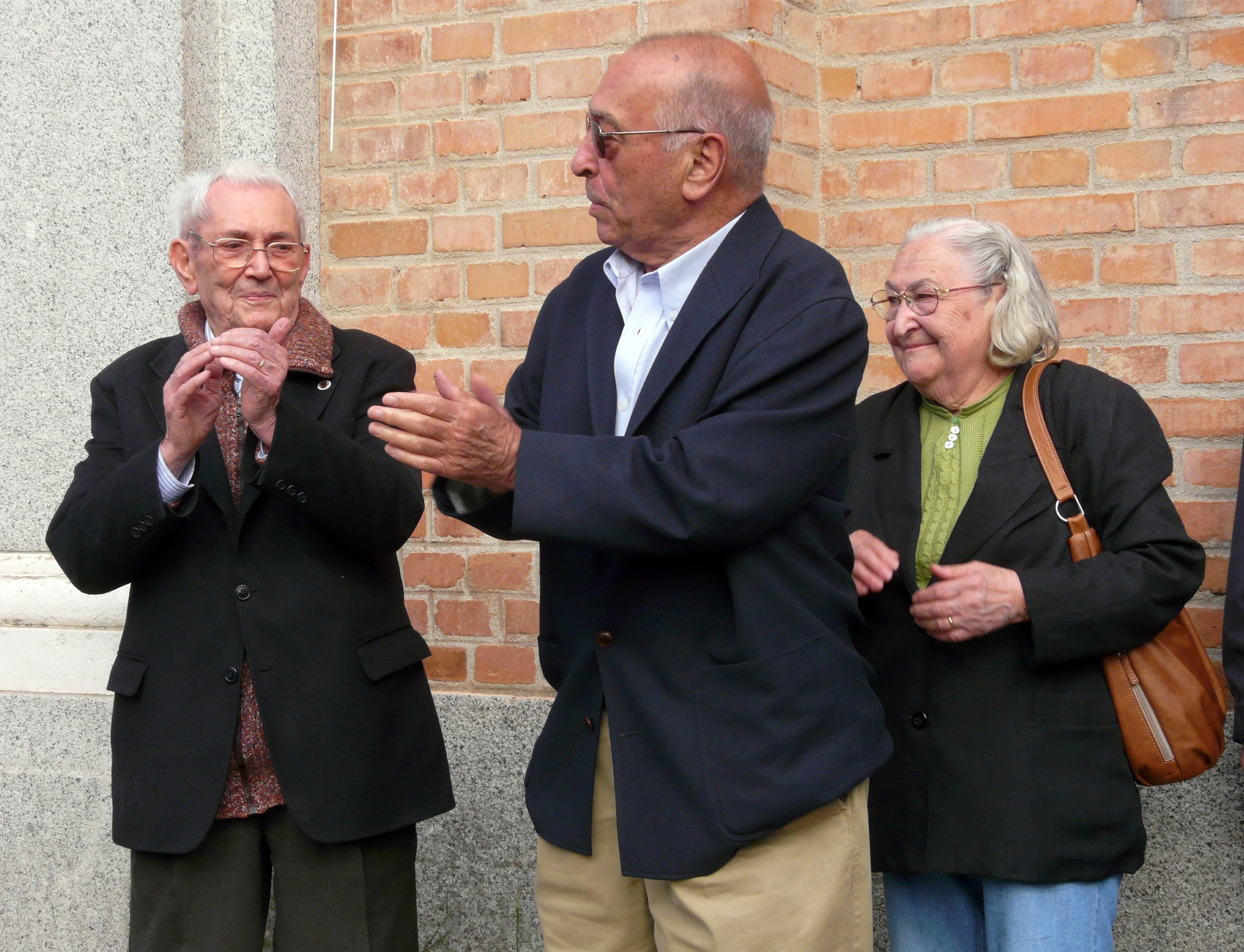
Nicolás Redondo y Marcelino Camacho, líderes respectivamente de Unión General de Trabajadores y de Comisiones Obreras, las dos grandes centrales sindicales convocantes de la huelga general del 14-D, durante un acto de homenaje a los presos políticos del franquismo celebrado en 2008

En este contexto se produjo la ruptura de UGT y el PSOE por primera vez en su historia. El distanciamiento comenzó cuando el gobierno dejó de aplicar el programa electoral que en materia económica y social había pactado el PSOE con UGT y en su lugar puso en marcha una dura política económica de ajustes, flexibilizó el mercado de trabajo y comenzó la reconversión industrial, además de retrasar la introducción de la jornada de cuarenta horas semanales. La primera confrontación pública se produjo en 1985 con motivo del proyecto de Ley de Pensiones que el gobierno no pactó con UGT y que incrementaba desde 10 hasta 15 los años de cotización necesarios para tener derecho a cobrar una pensión, y ampliaba de dos a ocho años el período cotizado computado para el cálculo de su cuantía. El secretario general de UGT Nicolás Redondo diputado socialista en el Congreso votó en contra de la ley y por su parte Felipe González dejó de asistir a la manifestación del 1 de mayo. La ruptura definitiva fue escenificada ante las cámaras de televisión el 19 de febrero de 1987 durante el agrio debate que mantuvieron en directo Nicolás Redondo y el entonces ministro de Economía y Hacienda Carlos Solchaga. Unos meses más tarde Redondo abandonaba su escaño en el Congreso de los Diputados, junto con el también dirigente de UGT Antón Saracíbar.
La ruptura se tradujo en enfrentamiento cuando el gobierno presentó su Plan de Empleo Juvenil que UGT y Comisiones Obreras rechazaron y que motivó la convocatoria de una huelga general para el 14 de diciembre de 1988 bajo el lema «Por el giro social». La huelga fue un éxito total y el país quedó completamente paralizado.

### El declive socialista (1989-1996)

#### La IV Legislatura (1989-1993)
Felipe González convocó elecciones generales para octubre de 1989, en las que volvió a renovar la mayoría absoluta pero esta vez por un solo escaño. A las elecciones se presentó el Partido Popular, nacido de la refundación de Alianza Popular llevada a cabo en el Congreso extraordinario celebrado en enero de ese mismo año. Como candidato a la presidencia del gobierno Manuel Fraga propuso a José María Aznar, entonces presidente de la Junta de Castilla y León. El refundado PP consiguió el 25,6 % de los votos y 107 escaños, y en marzo de 1990, durante el X Congreso, Aznar fue elegido presidente del PP, mientras que Manuel Fraga ocupaba la presidencia de la Junta de Galicia tras haber ganado las elecciones autonómicas celebradas en diciembre de 1989.
El primero de los escándalos que fue minando la confianza en el PSOE y en su gobierno fue el «caso Juan Guerra», llamado así por el nombre del hermano del vicepresidente del gobierno que fue acusado de enriquecimiento ilícito y de tráfico de influencias. En un principio Alfonso Guerra se negó a dimitir y la dirección del PSOE le apoyó, pero finalmente Felipe González no tuvo otra salida que destituirlo en enero de 1991. La salida del gobierno de Alfonso Guerra ahondó la división interna del PSOE que se había manifestado en el XXXII Congreso celebrado en noviembre de 1990 y se desencadenó una sorda lucha entre guerristas y renovadores que se agudizó con el estallido en mayo de 1991 de un nuevo escándalo de corrupción, el «caso Filesa», que esta vez involucraba a todo el partido. El juez Marino Barbero imputó a 39 personas, ocho de las cuales serían condenadas en 1997 por el Tribunal Supremo a penas comprendidas entre once años de cárcel y seis meses de arresto.
Un tercer caso de corrupción que salpicó al PSOE fue el llamado «caso Ibercorp», conocido en febrero de 1992 y también destapado por el diario El Mundo, y en el que se vio involucrado gobernador del Banco de España Mariano Rubio lo que obligó al exministro de Economía y Hacienda Carlos Solchaga, que lo había nombrado, a dimitir como diputado. El PSOE quedó tan cuestionado que «exhibió una carencia casi total de credibilidad» cuando presentó la denuncia de un caso de corrupción que afectaba al Partido Popular, el llamado «caso Naseiro», por el nombre del tesorero del PP Rosendo Naseiro.

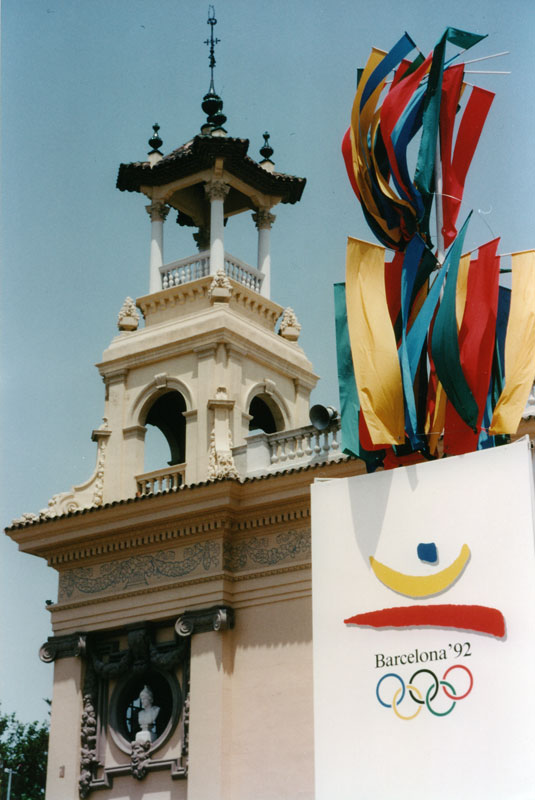
Fotografía con el logo de los Juegos Olímpicos de Barcelona 1992

En medio de este clima político se celebraron los dos grandes eventos previstos para 1992 —los Juegos Olímpicos de Barcelona 1992 y la Exposición Universal de Sevilla (1992)— que brindaron «la oportunidad de presentar a España en el V Centenario del Descubrimiento de América como un país moderno, definitivamente alejado del estereotipo romántico (de charanga, pandereta, bandoleros y toreros)». Esta nueva imagen de España se vio acompañada del reforzamiento de su papel internacional, como la celebración en Madrid de la Conferencia de Paz sobre Oriente Próximo y la activa participación de Felipe González en la aprobación del Tratado de Maastricht que transformó la Comunidad Europea en la nueva Unión Europea. Asimismo el gobierno español envió tres unidades de la Armada para que sirvieran de apoyo a las operaciones militares aliadas lideradas por Estados Unidos durante la primera guerra del Golfo de 1990-1991.
Sin embargo, los dos grandes eventos de 1992 y el resonante éxito de la política antiterrorista que supuso la detención de los tres máximos dirigentes de ETA en la localidad francesa de Bidart, no pudieron ocultar que se había iniciado una fuerte recesión económica que se tradujo en un aumento brutal del desempleo que llegaría a alcanzar una cifra sin precedentes, 3,5 millones de parados, lo que suponía el 24 % de la población activa. Además ese mismo año tuvo lugar una huelga general convocada por UGT y Comisiones Obreras como protesta por el «decretazo» del gobierno que recortaba las prestaciones por desempleo. El deterioro de la situación económica y del clima social, junto con las divisiones internas del PSOE, llevaron a Felipe González a adelantar las elecciones generales a junio de 1993.

#### La «legislatura de la crispación» (1993-1996)
En las elecciones de junio de 1993 el PSOE volvió a ganar y el Partido Popular de José María Aznar, que estaba convencido de su victoria, fue derrotado. El PSOE obtuvo 159 escaños por 141 el PP, mientras que Izquierda Unida, liderada por Julio Anguita consiguió 18 diputados. Como los socialistas no renovaron la mayoría absoluta que tenían desde 1982 —se quedaron a 17 escaños—, Felipe González tuvo que llegar a un acuerdo parlamentario con los nacionalistas catalanes y vascos para ser investido de nuevo como presidente del gobierno.
La tarea más urgente del nuevo gobierno fue afrontar la crisis económica. El ministro de Economía y Hacienda Pedro Solbes presentó a finales de 1993 un paquete de Medidas Urgentes para el Fomento del Empleo que fue respondido por los sindicatos UGT y CC OO con la convocatoria de una huelga general para el 27 de enero de 1994, que obtuvo un gran éxito. En cambio el gobierno socialista sí que consiguió el respaldo de los sindicatos y del resto de las fuerzas políticas en el tema de las pensiones, fruto del cual fue el llamado Pacto de Toledo de abril de 1995. Otro campo importante de la actuación del gobierno fue la política exterior, en la que destacó la participación española en la intervención de la OTAN en la Guerra de Yugoslavia, y que se tradujo en el nombramiento del entonces ministro socialista de Asuntos Exteriores Javier Solana como secretario general de la OTAN.
Sin embargo, el principal problema al que tuvo que hacer frente el gobierno socialista de Felipe González fue la aparición de nuevos escándalos, que se tradujeron en un duro enfrentamiento con la oposición, tanto del Partido Popular como de Izquierda Unida, por lo que el cuarto mandato socialista sería conocido como la «legislatura de la crispación».
El de mayor impacto popular y mediático fue el «caso Roldán», llamado así por el nombre del entonces director de la Guardia Civil, Luis Roldán, que fue detenido acusado de haber amasado una fortuna gracias a su cargo y que cuatro meses después, en abril de 1994, se dio a la fuga. El antiguo ministro del Interior que nombró a Roldán, José Luis Corcuera, tuvo que dimitir como diputado, así como el ministro del Interior del momento, Antoni Asunción, por haberlo dejado escapar. Roldán fue detenido un año después en Laos y devuelto a España donde fue juzgado y condenado a 28 años de cárcel.

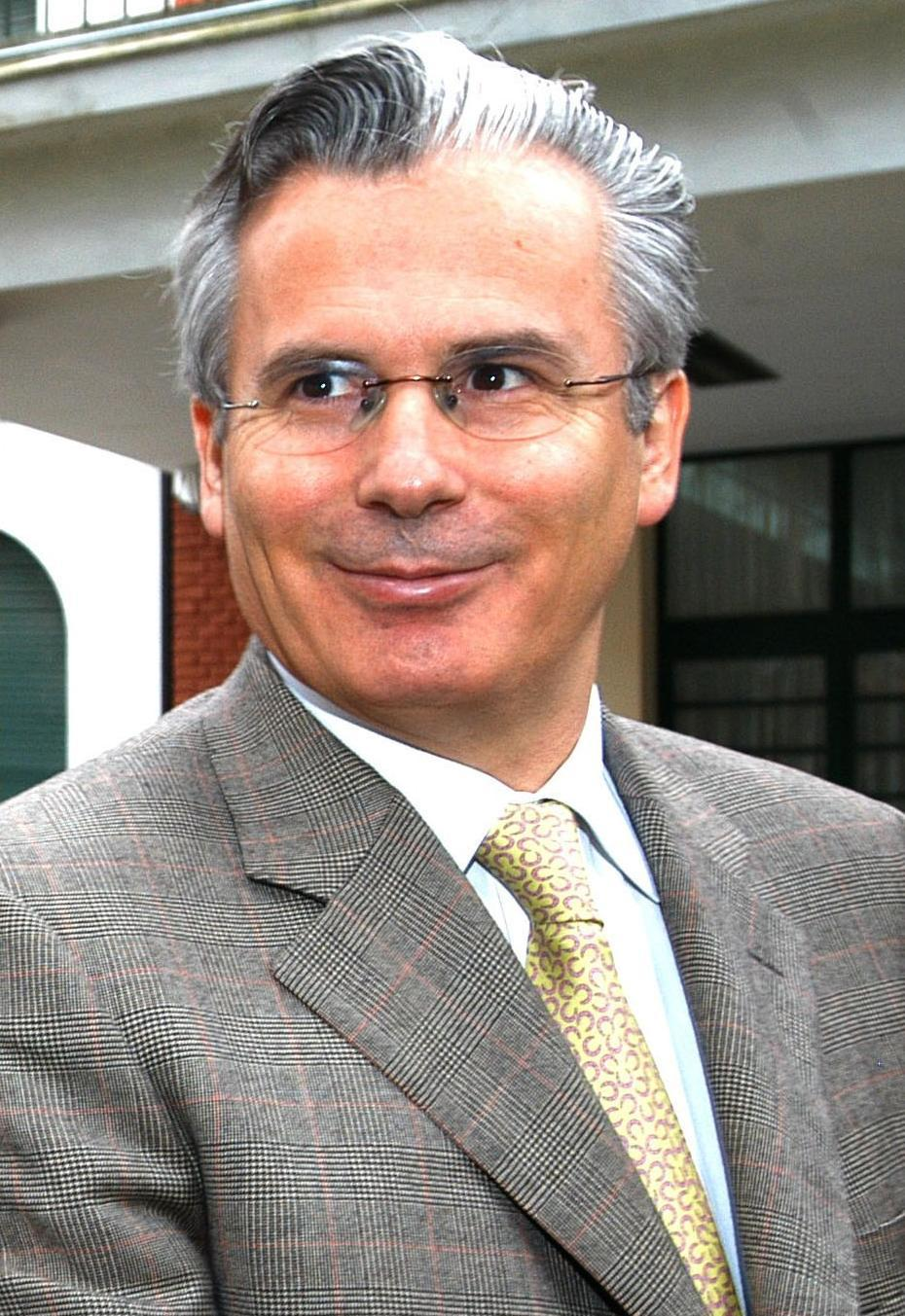
Baltasar Garzón en 2005

En este contexto se celebraron las elecciones al Parlamento Europeo de junio de 1994, en las que el Partido Popular por primera vez sobrepasó al PSOE en número de votos —obtuvo el 40 % de los sufragios frente al 30 % de los socialistas—, lo que le llevó a exigir la celebración de elecciones generales y a pedir la dimisión de Felipe González.
Un mes antes de celebrarse las elecciones europeas el juez Baltasar Garzón, que había ido de número dos en las listas socialistas por Madrid, había dejado su escaño de diputado y el cargo de Delegado del Gobierno para el Plan Nacional sobre Drogas, y enseguida había reabierto el caso GAL. Poco tiempo después varios altos cargos de la administración socialista y del PSOE —Julián Sancristóbal, Rafael Vera y Ricardo García Damborenea— fueron detenidos por su presunta participación en el secuestro y asesinato frustrado del ciudadano francés Segundo Marey. Como también apareció implicado el exministro del Interior José Barrionuevo, diputado socialista, Garzón tuvo que pasar el «caso Marey» al Tribunal Supremo haciéndose cargo del sumario el juez Eduardo Moner quien en enero de 1996 imputó también a Barrionuevo.
Un año antes se había destapado otro gran escándalo relacionado con la «guerra sucia» contra ETA. En esa fecha fue detenido el general de la Guardia Civil Enrique Rodríguez Galindo por su presunta implicación en el «caso Lasa y Zabala», el secuestro y posterior asesinato de José Antonio Lasa y José Ignacio Zabala, presuntos miembros de ETA. Poco después estallaba otro nuevo escándalo conocido como el de los papeles del CESID, que obligó a dimitir al vicepresidente del gobierno Narcís Serra y al ministro de Defensa Julián García Vargas.
Ante el cúmulo de escándalos, el líder de CiU y presidente de la Generalidad de Cataluña, Jordi Pujol, retiró el apoyo parlamentario de los diputados de CiU al gobierno, por lo que este quedó en minoría en las Cortes. El presidente del gobierno Felipe González no tuvo más remedio que convocar elecciones generales para el día 3 de marzo de 1996. El Partido Popular ganó las elecciones —consiguió 156 diputados, 15 más que el PSOE— y logró así su objetivo de desalojar a los socialistas del poder, «después de intentarlo con denuedo durante más de una década».

## Gobierno popular de Aznar (1996-2004)
El Partido Popular (PP) ocupó el gobierno bajo la presidencia de José María Aznar durante ocho años. Durante su primer mandato (1996-2000), al no haber obtenido la mayoría absoluta, el PP tuvo que recurrir al apoyo de los nacionalistas catalanes de CiU para gobernar, pero en su segundo mandato (2000-2004) no tuvo necesidad de pactos al haber obtenido la mayoría absoluta en las elecciones generales de marzo de 2000.

### La política económica y social
El programa económico que puso en práctica el Partido Popular se fijó como objetivos inmediatos mejorar la eficiencia y la competitividad de la economía con la liberalización de los mercados de determinados sectores y con la completa privatización de empresas públicas, como Telefónica o Repsol; reducir la inflación mediante el control del gasto público y la consiguiente disminución del déficit presupuestario —hasta alcanzar el déficit 0— y la «moderación salarial» que se pactaría con los sindicatos; y «flexibilizar» el mercado de trabajo, impulsando el «diálogo social» para reducir las indemnizaciones por despido e incentivar así las contrataciones indefinidas —el acuerdo entre la CEOE, UGT y CC OO y el gobierno fue firmado efectivamente en abril de 1997—. La finalidad última de estas medidas era cumplir con los requisitos impuestos por la Unión Europea para poder adoptar la nueva moneda común, el euro. Y en este campo el éxito fue completo porque la economía española experimentó un fuerte crecimiento, se redujo el paro y la inflación bajó a mínimos históricos, por lo que en mayo de 1998 España pudo formar parte del grupo de once países de la Unión Europea que adoptaron el euro, aunque hasta el 1 de enero de 2002 los billetes y monedas de euros no comenzaron físicamente a circular.
La otra cara del fuerte crecimiento económico de estos años fue la burbuja inmobiliaria que generó ya que el principal motor económico fue la construcción de viviendas y la demanda de las mismas se debía a que muchos ahorradores no las compraban para habitarlas sino como inversión para venderlas más adelante a un precio mayor, gracias al alza constante de su valor. Asimismo la adquisición de una vivienda se convirtió en uno de los problemas más acuciantes para muchas personas, especialmente para los jóvenes.
La favorable coyuntura económica permitió hacer compatible el mantenimiento del gasto social (educación, sanidad, pensiones) con la reducción del déficit público y con la rebaja de los impuestos directos. En el tema de las pensiones el PP reafirmó la validez del llamado Pacto de Toledo y presentó en las Cortes un proyecto de ley —que fue aprobado en 1999— de revalorización automática de las pensiones, y además la Seguridad Social consiguió superar el déficit que tenía en 1995 gracias al aumento espectacular del número de afiliados.
El gobierno Aznar no obtuvo los mismos apoyos cuando planteó la reforma de la Ley de Extranjería de 1985 y, por otro lado, los sucesos que se produjeron en El Ejido (Almería) a principios del año 2000 —decenas de marroquíes fueron agredidos por un numeroso grupo de vecinos como respuesta al asesinato de una mujer atribuido a un enfermo mental de origen magrebí— pusieron de manifiesto con toda crudeza el problema de la xenofobia en relación con la emigración.

### El giro en la política antiterrorista y el enfrentamiento con los nacionalismos «periféricos»
El gobierno del PP desarrolló una política antiterrorista basada en una idea que ningún gobierno democrático había defendido hasta entonces: que exclusivamente con medidas policiales se podía acabar con ETA. Así pues, el único «diálogo» posible con ETA era el de la entrega de las armas.
El gobierno cosechó un resonante primer éxito al conseguir liberar a principios de julio de 1997 a José Ortega Lara, un funcionario de prisiones militante del PP que llevaba secuestrado por ETA 532 días. Pero pocos días después, el 10 de julio, se producía un hecho que abriría una nueva etapa en la historia del «conflicto vasco». Ese día ETA secuestraba a Miguel Ángel Blanco, un joven concejal del PP de la localidad vizcaína de Ermua, lo que provocó la mayor movilización social que se recordaba en contra del terrorismo. Pero transcurrido el plazo que había dado para que los presos de la organización fueran trasladados a cárceles del País Vaso, ETA asesinó a Miguel Ángel Blanco, lo que acrecentó aún más el rechazo a ETA y a su «brazo político», Herri Batasuna. La prensa comenzó a utilizar el término «espíritu de Ermua» para explicar aquella inmensa movilización social antiterrorista.
En marzo de 1998 el lehendakari José Antonio Ardanza daba a conocer un «Plan de Pacificación» en el que, partiendo del Pacto de Ajuria Enea de 1988, proponía que tras conseguir el cese de la violencia de ETA se abriera un diálogo de todas las fuerzas políticas vascas cuyo resultado debería ser aceptado por el gobierno central y el resto de las instituciones del Estado. Tanto el PP como el PSOE se negaron a participar en el diálogo propuesto en esas condiciones, lo que supuso «la defunción de la Mesa de Ajuria Enea, que nunca volvería a reunirse».
Tras el fracaso del Plan Ardanza, el PNV, EA y HB —y también Izquierda Unida del País Vasco— firmaron el 12 de septiembre de 1998 el Pacto de Estella y cuatro días después ETA anunciaba el cese indefinido de la violencia. Así, 1999 fue el primer año desde 1971 en que no hubo muertos a causa de los atentados terroristas de ETA, aunque la violencia callejera de la kale borroka no desapareció.
Durante la tregua, el gobierno del PP llegó a entablar contactos con la cúpula de ETA pero manteniendo la idea expresada por el ministro del Interior Jaime Mayor Oreja de que se trataba de una «tregua trampa», es decir, de que ETA había proclamado el cese de la violencia solo para reorganizarse después de los duros golpes policiales que había recibido. En noviembre de 1999 ETA anunciaba la ruptura de la tregua al no haberse avanzado en el «proceso de construcción nacional» vasco y en enero de 2000 perpetraba un nuevo atentado. Otra de las razones para poner fin a la tregua había sido que ni las elecciones al Parlamento Vasco de 1998 ni las municipales y forales de junio de 1999 habían supuesto un triunfo arrollador de los partidos que apoyaban el Pacto de Estella frente a los partidos «constitucionalistas».
A lo largo del año 2000 ETA cometió varios atentados contra dirigentes y cargos electos de los partidos «constitucionalistas» que se habían opuesto al Pacto de Estella y el PP y el PSOE decidieron firmar un Pacto Antiterrorista, al que no se sumaron ni el PNV ni EA. Este pacto, junto con el cerco legal a Batasuna, y la creciente efectividad policial debilitaron hasta tal punto a ETA que el número de atentados se redujo. Sin embargo, el enfrentamiento entre «nacionalistas» y «constitucionalistas» no disminuyó como se puso de manifiesto en las elecciones vascas de mayo de 2001 en las que triunfó el «frente nacionalista», y el peneuvista Juan José Ibarretxe asumió la presidencia del gobierno vasco.
A raíz del relativo fracaso del «frente constitucionalista» en las elecciones vascas de mayo de 2001, el gobierno del PP planteó la ilegalización de Herri Batasuna —entonces integrada en la coalición Euskal Herritarrok—, para lo que pactó con el PSOE y CiU una nueva Ley de Partidos Políticos. Así, después del atentado que perpetró ETA en Santa Pola en agosto de 2002 —que causó la muerte a dos personas y que Batasuna no condenó—, se inició el proceso de ilegalización que fue acompañado por la «suspensión» de las actividades de Batasuna por orden del juez Garzón al haber hallado pruebas de su conexión con ETA. A principios de 2003 el Tribunal Supremo declaró ilegal a Batasuna al considerarla el «brazo político» de ETA. Tanto la nueva Ley de Partidos como el proceso de ilegalización de Batasuna fueron muy contestados por los partidos nacionalistas vascos y, como alternativa, el lehendakari Juan José Ibarretxe propuso un «plan de pacificación» basado en la celebración de un referéndum que regulara «la libre asociación de Euskadi al Estado plurinacional Español».
A finales de 2003 la tensión entre el gobierno central y los nacionalismos «periféricos» se trasladó a Cataluña a raíz de la formación de un gobierno «tripartito» de izquierdas tras las elecciones catalanas de noviembre de 2003 integrado por el Partido de los Socialistas de Cataluña (PSC), Esquerra Republicana de Cataluña (ERC, un partido independentista que había experimentado un fulgurante ascenso), e Iniciativa per Catalunya (partido asociado con Izquierda Unida) y presidido por el socialista Pasqual Maragall. El pacte del Tinell del PSC-PSOE, IC y ERC (en el que se acordó el programa del tripartit que expresamente excluía cualquier acuerdo con el PP) fue criticado duramente por el gobierno de Aznar y por el nuevo líder del PP Mariano Rajoy —quien a finales de agosto de 2003 había sido propuesto por Aznar para sustituirle como candidato en las elecciones del año siguiente—.
A finales de enero de 2004 estalló un escándalo que hizo tambalearse al gobierno del tripartit. En su edición del día 24 el diario ABC publicaba que el líder de ERC, Josep Lluís Carod Rovira, conseller en cap de la Generalidad, se había entrevistado en Perpiñán con la cúpula dirigente de ETA para negociar una tregua exclusiva para Cataluña. Carod abandonó el gobierno tras reconocer que la entrevista con ETA se había producido pero afirmando que no había negociado nada y menos una tregua restringida a Cataluña. Sin embargo, pocos días después ETA declaraba una tregua «sólo para Cataluña con efectos del 1 de enero de 2004».

### El giro en la política exterior: el apoyo a la invasión de Irak y la oposición en la calle
Desde un principio, el gobierno Aznar apostó por una mayor implicación de España en acciones internacionales. Así se planteó la necesidad de buscar un nuevo modelo de Fuerzas Armadas que las hiciera más operativas, lo que junto con el crecimiento espectacular de la objeción de conciencia, inclinó al PP hacia la fórmula de un ejército exclusivamente profesional poniendo fin al servicio militar obligatorio —abandonando así el modelo mixto implantado por los socialistas—.

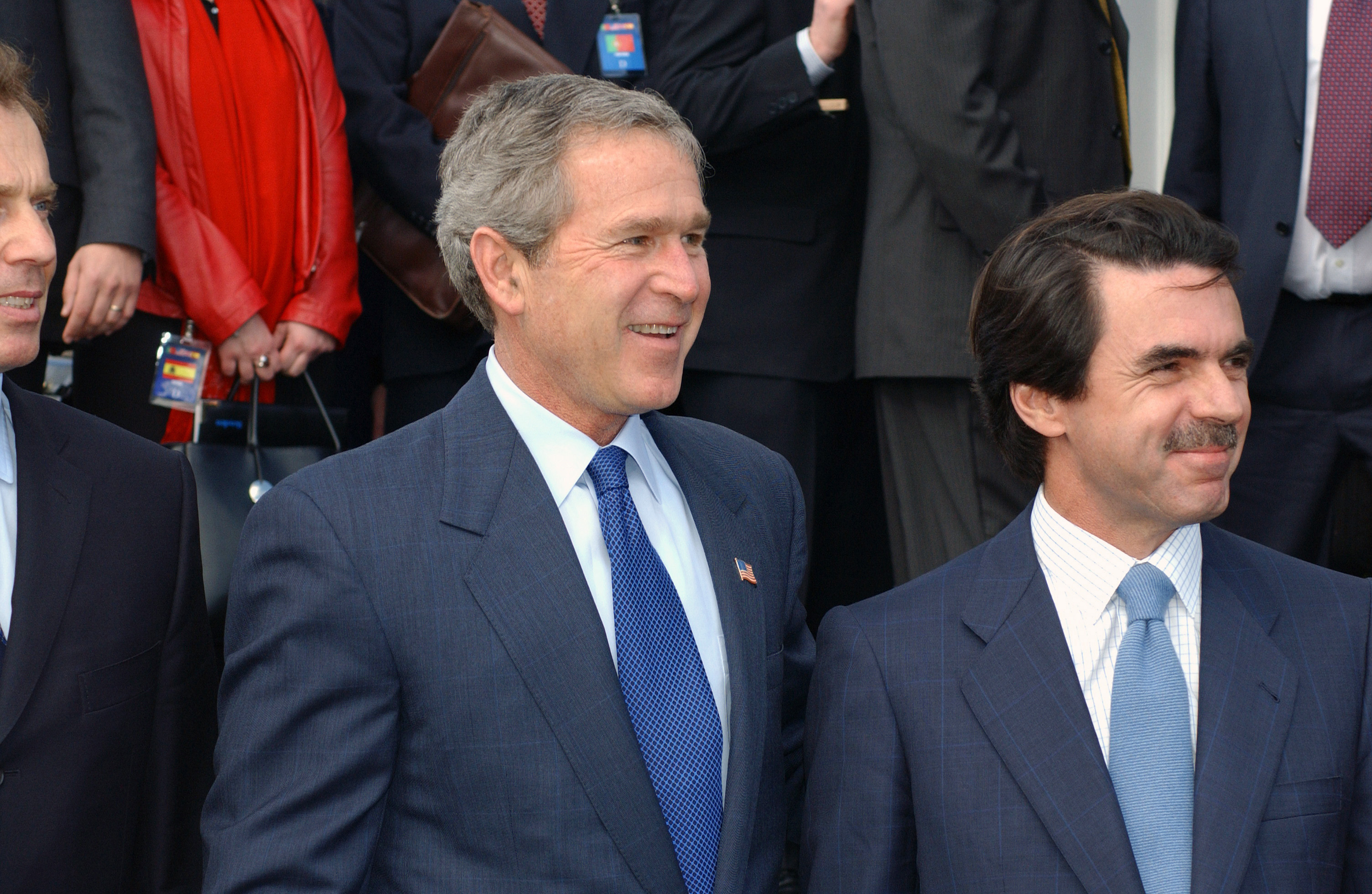
José María Aznar junto al presidente norteamericano George W. Bush en la cumbre de las Azores el 17 de marzo de 2003, donde se dio el ultimátum a Sadam Husein que inició a la guerra de Irak

Por otro lado, el PP apostó por un mayor alineamiento con los Estados Unidos, lo que tuvo su reflejo inmediato en la política europea especialmente cuando en 2003 se abrió el debate sobre el proyecto de Constitución Europea al que el gobierno español se opuso al no aceptar el reparto de votos que se proponía para la adopción de decisiones en los Consejos Europeos. Esta política de «reafirmación internacional» tuvo su reflejo también en el deterioro de las relaciones con Marruecos que llegaron a una tensión máxima en el verano de 2002 con motivo de la ocupación por gendarmes marroquíes del deshabitado islote de Perejil, cercano a Ceuta, y que España consideraba bajo su soberanía.
El gobierno de Aznar apoyó de forma decidida la «guerra contra el terrorismo» declarada por el presidente George W. Bush tras los atentados del 11 de septiembre de 2001 en Nueva York y Washington, por lo que cuando Estados Unidos inició la guerra de Afganistán en octubre de 2001 y la de Irak en marzo de 2003 contó con su respaldo, a pesar de que en el segundo caso la opinión pública se manifestó mayoritariamente en contra. Así cuatro días después del inicio de la invasión de Irak el gobierno decidió enviar una «unidad conjunta de apoyo humanitario», que llegó a Irak un día después de la caída de Bagdad, el 9 de abril. Mientras tanto se siguieron produciendo manifestaciones en contra de la guerra —algunas encabezadas por el líder socialista Rodríguez Zapatero— aunque este descontento no se tradujo en votos en las elecciones municipales y autonómicas de mayo de 2003 ya que éstas no supusieron ningún descalabro para el Partido Popular —aunque el PSOE superó en número de votos totales al PP por primera vez desde 1993—. Después de las elecciones, Aznar envió un contingente militar a Irak (integrado por 1300 soldados) para colaborar en la «reconstrucción» y en la «seguridad» de ese país ocupado. Rodríguez Zapatero respondió con el anuncio de que si ganaba las elecciones generales del año siguiente haría volver a las tropas.

### Los atentados del 11-M y las elecciones generales de 2004

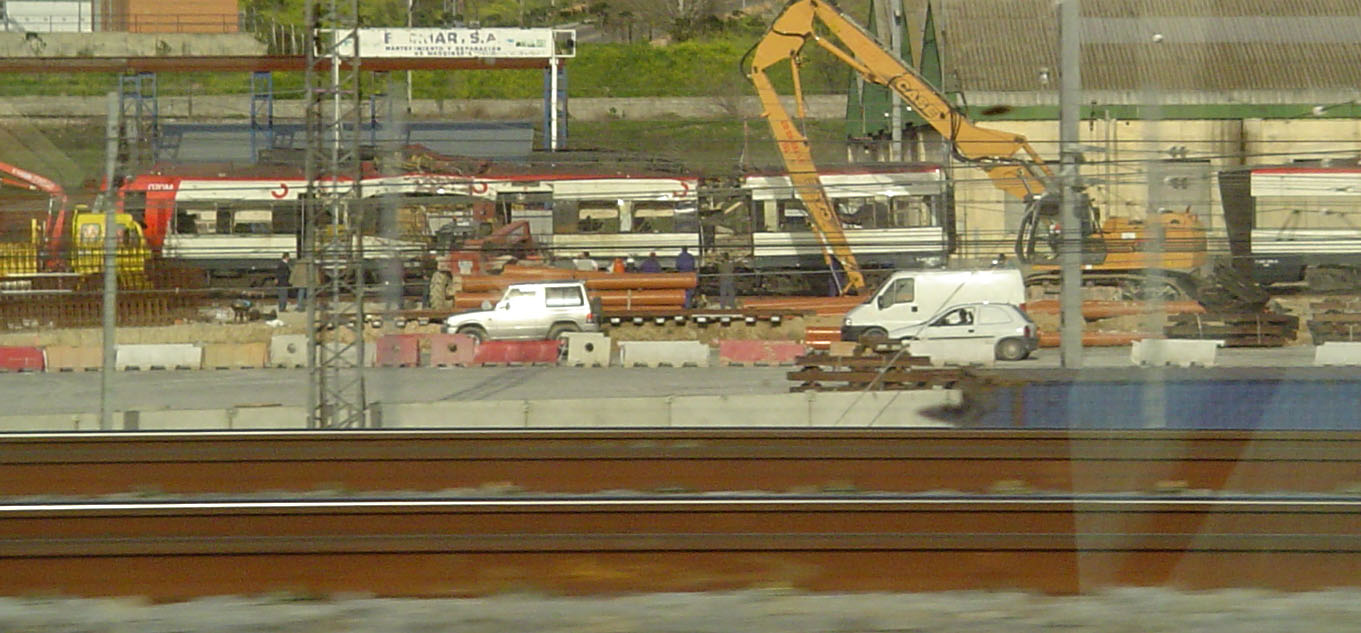
Uno de los trenes de cercanías en los que estallaron las bombas en el Atentado del 11 de marzo de 2004 en Madrid

El jueves 11 de marzo de 2004, tres días antes de las elecciones generales, se produjeron los atentados del 11-M en Madrid. Estallaron diez bombas en cuatro trenes de cercanías causando la muerte a 191 personas e hiriendo a más de 1.500. Fue el mayor atentado terrorista de la historia española y europea y los partidos políticos decidieron dar por concluida la campaña electoral. Inicialmente se pensó que había sido obra de ETA, sospecha que confirmó el ministro del Interior Ángel Acebes pocas horas después. Sin embargo, la investigación de la policía pronto se inclinó por la pista del terrorismo islamista vinculado a Al-Qaeda —responsable de los atentados del 11-S—, aunque el Gobierno popular mantuvo que la principal hipótesis seguía siendo ETA. La confusión sobre la autoría del atentado se puso de manifiesto en las masivas manifestaciones de rechazo al terrorismo que tuvieron lugar al día siguiente —unos 11 de millones de personas salieron a la calle el 12 de marzo— cuando parte de los asistentes gritaban «¿Quién ha sido?» y «Queremos saber la verdad» y otros «ETA asesina».
En la tarde del sábado 13 de marzo, jornada de reflexión de las elecciones del día siguiente, varios miles de manifestantes se concentraron ante las sedes del PP en las principales ciudades acusando al Gobierno de «ocultar la verdad» y exigiendo «saber la verdad antes de votar», además de proferir gritos de «No a la guerra». A las 8 de la tarde compareció el ministro Acebes para informar de la detención de cinco marroquíes como presuntos responsables de los atentados. La supuesta autoría de ETA quedó en entredicho definitivamente cuando cuatro horas más tarde el ministro volvió a comparecer para comunicar que se había hallado un vídeo reivindicando el atentado en el que aparecía un individuo que, en árabe con acento marroquí, decía hablar en nombre de Al-Qaeda.
El domingo 14 de marzo de 2004 se celebraron las elecciones generales. El PSOE ganó las elecciones por mayoría simple al conseguir 164 diputados, mientras que el PP se quedó en 148. Un mes después José Luis Rodríguez Zapatero fue investido como quinto presidente del Gobierno de la democracia.

## Gobierno socialista de Zapatero (2004-2011)
La segunda etapa de gobierno socialista del reinado de Juan Carlos I se prolongó durante dos legislaturas, que fueron muy diferentes. La primera (2004-2008) fueron «años de cambios» y la segunda (2008-2011) «años de crisis».

### La legislatura de los cambios (2004-2008)

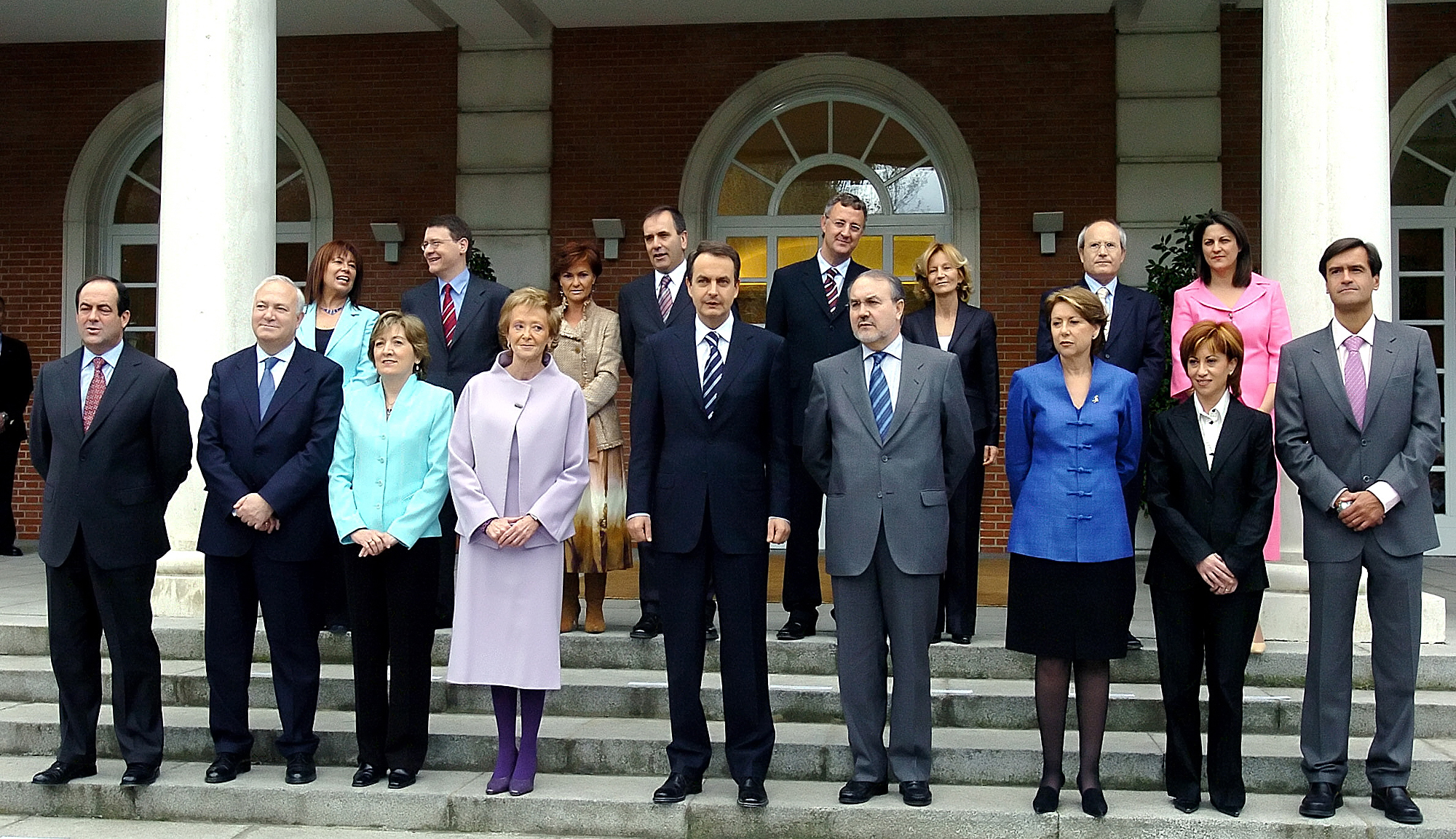
Primer gobierno de José Luis Rodríguez Zapatero, abril de 2004

La primera decisión del Gobierno socialista de José Luis Rodríguez Zapatero fue ordenar la retirada de las tropas españolas de Irak, cumpliendo así lo prometido durante la campaña electoral, lo que estuvo acompañado del acercamiento a Alemania y a Francia. De esta forma se pudieron desbloquear las negociaciones del Tratado de la Constitución Europea que fue firmado en Roma en octubre de 2004. Zapatero se apresuró a convocar el referéndum de ratificación celebrado en febrero de 2005, que consiguió la aprobación del 75 % de los votantes pero registró la abstención más alta de toda la democracia. Sin embargo, Rodríguez Zapatero quedó aislado internacionalmente cuando el proyecto de la Constitución Europea naufragó y, sobre todo, cuando Alemania y Francia se reconciliaron con Estados Unidos. Además, su propuesta de la Alianza de Civilizaciones presentada ante la Asamblea General de la ONU de 2004 como alternativa a la guerra contra el terrorismo del presidente Bush encontró poco respaldo internacional.
El Partido Popular culpó de su derrota en las elecciones a la «manipulación» de la opinión pública durante los dos días siguientes al atentado del «11-M» por parte del PSOE y de los medios de comunicación afines. Así, el PP cuestionó implícitamente la legitimidad del nuevo gobierno y en las sesiones de la comisión parlamentaria que se formó para investigar los hechos los portavoces del PP encabezados por Eduardo Zaplana asumieron la llamada teoría de la conspiración del 11-M.
El gobierno de Rodríguez Zapatero llevó al parlamento una serie de reformas legales para la «ampliación de derechos» ciudadanos, algunas de las cuales encontraron una dura oposición por parte del PP y de los sectores conservadores, especialmente la ley del reconocimiento del matrimonio homosexual, la llamada ley de divorcio exprés, la ley para la igualdad efectiva de mujeres y hombres o la Ley de la Memoria Histórica. En las movilizaciones contra estas reformas tuvieron un especial protagonismo diversas organizaciones católicas y la propia jerarquía eclesiástica española. Asimismo los obispos católicos —también el PP— se opusieron frontalmente a la reforma educativa de la LOE promovida por el gobierno y especialmente a la introducción en las escuelas de la nueva asignatura de Educación para la ciudadanía.
Después de muchos meses de intensos debates, el Parlamento de Cataluña aprobó el 30 de septiembre de 2005 el proyecto de nuevo Estatuto de Autonomía de Cataluña en el que se afirmaba en su artículo 1.º que «Cataluña es una nación». Enseguida arreciaron las críticas por parte del PP y de los medios de comunicación afines porque según ellos suponía la instauración de un nuevo modelo «federal» o «confederal» del Estado que rompía abiertamente con la Constitución de 1978. También dentro del PSOE se alzaron voces en contra del Estatuto y en contra del presidente de la Generalidad de Cataluña Pasqual Maragall, del PSC. Mientras, el PP apoyado y alentado por los medios de comunicación conservadores convocaba actos y manifestaciones «en defensa de España».
El 22 de enero de 2006 Zapatero llegó a un acuerdo sobre el proyecto de Estatuto con el dirigente de CiU Artur Mas por el que la definición de Cataluña como nación fue relegada al preámbulo y se matizaron sus elementos «soberanistas», incluida la financiación autonómica y la relación «bilateral» entre el Estado español y Cataluña. Pero Esquerra Republicana de Cataluña rechazó este pacto por lo que se produjo la paradoja de que en el referéndum que se celebró en Cataluña el 18 de junio de 2006 para aprobar el nuevo Estatuto ERC, uno de los impulsores del mismo, pidió el NO, lo que obligó a disolver el gobierno tripartito y a convocar nuevas elecciones para el 1 de noviembre de 2006, a las que ya no se presentó Pasqual Maragall, obligado a retirarse por su propio partido. El también socialista José Montilla fue el nuevo presidente de la Generalidad de Cataluña, gracias a que se alcanzó un nuevo acuerdo tripartito entre el PSC, ICV y ERC. Por su parte, el Partido Popular, que también hizo campaña por el "NO" en el referéndum, presentó un recurso ante el Tribunal Constitucional.

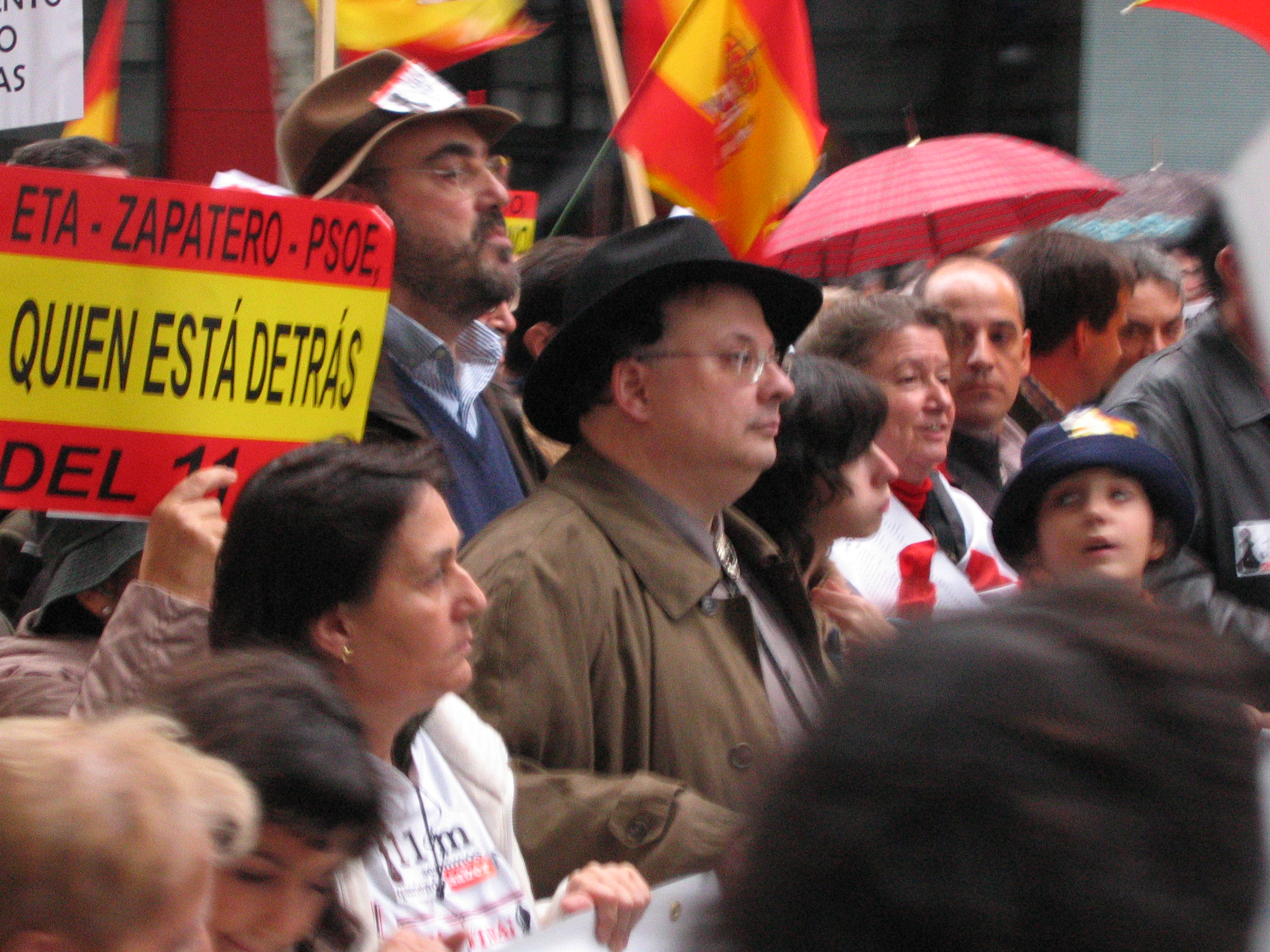
Manifestación en Madrid del 25 de noviembre de 2006 en contra de la negociación con ETA convocada por la Asociación de Víctimas del Terrorismo. En el centro el periodista de la COPE César Vidal

En cuanto al País Vasco, Rodríguez Zapatero anunció poco después de haber rechazado el 1 de febrero de 2005 en el Congreso de los Diputados —con el apoyo del PP— el Plan Ibarretxe, que estaba dispuesto a «dialogar» con ETA para poner fin al terrorismo. Casi un año después, el 22 de marzo de 2006, ETA anunciaba un «alto el fuego permanente» y que hablaría con el gobierno sobre el «fin de la violencia» si paralelamente se formaba una «mesa de partidos» que incluiría a la ilegalizada Batasuna. La respuesta del PP fue acusar al gobierno de haber roto unilateralmente el Pacto Antiterrorista de 2000 y a continuación lo sometió a un intenso acoso tanto en las Cortes como en la calle, apoyando la larga serie de manifestaciones contra la «rendición» ante ETA que convocó la Asociación de Víctimas del Terrorismo.

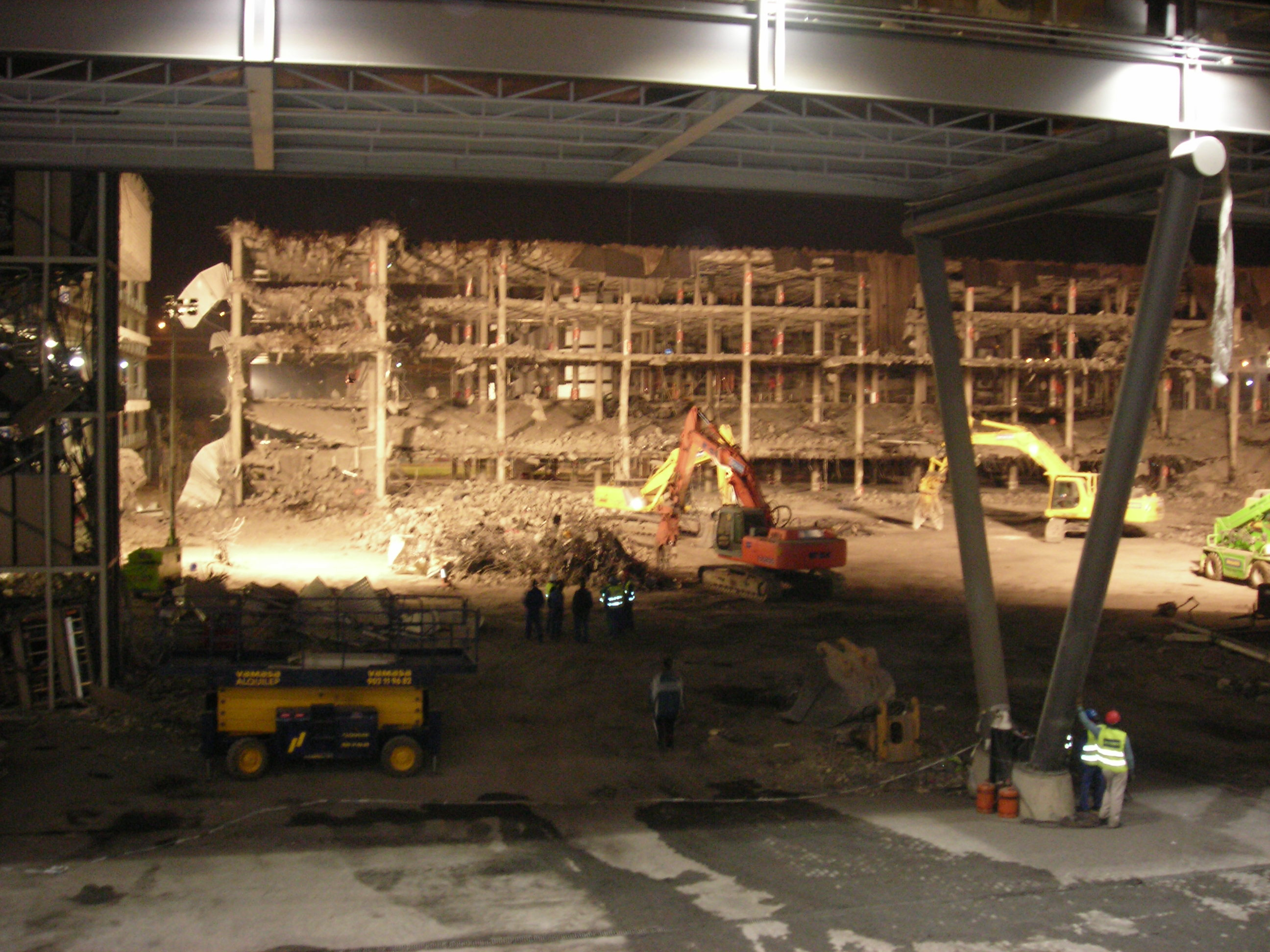
Atentado de la T-4 del aeropuerto de Barajas, 30 de diciembre de 2006

Sin embargo, la movilización contra el «proceso de paz», como lo llamaron sus defensores, no impidió que el gobierno iniciara los contactos con la dirección de ETA. Esta para presionar al gobierno intensificó la lucha callejera (kale borroka) y finalmente el 30 de diciembre de 2006 puso una bomba de gran potencia en la terminal T-4 del aeropuerto de Barajas que causó la muerte de dos personas y enormes daños materiales. El gobierno dio por «suspendido» el «proceso de paz» y el 4 de junio ETA anunció el fin de la tregua. Se reanudaron los atentados y miembros de ETA y de Batasuna fueron detenidos. Asimismo se inició el proceso de ilegalización del Partido Comunista de las Tierras Vascas y de Acción Nacionalista Vasca. Como respuesta ETA asesinó a sangre fría a un exconcejal socialista de la localidad guipuzcoana de Mondragón la víspera de las elecciones generales de marzo de 2008.

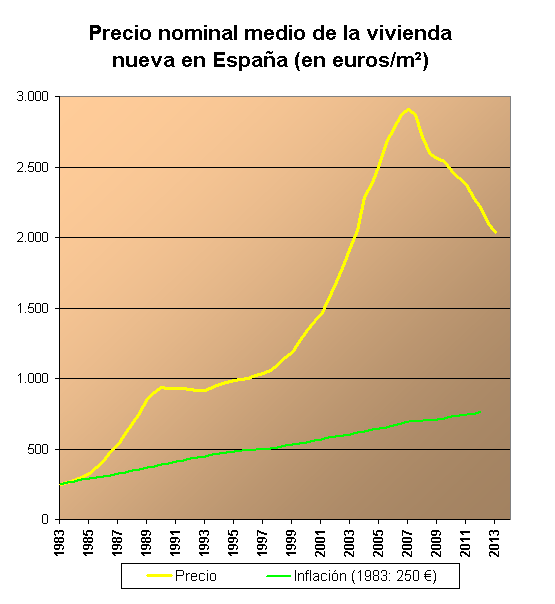
Evolución del precio de la vivienda nueva en España, según la Sociedad de tasación

Cuando el PSOE llegó al gobierno la economía española estaba en plena expansión. Uno de los factores que la habían hecho posible había sido la llegada de varios millones de emigrantes procedentes de América Latina, el Magreb y Europa oriental. Pero una parte de ellos eran emigrantes sin papeles por lo que el gobierno decidió proceder a una «regularización» masiva a lo largo de 2005 que afectó a unas 700 000 personas que obtuvieron el permiso de residencia presentando un contrato de trabajo. El PP acusó al gobierno de estar provocando un «efecto llamada» de nuevos emigrantes. La integración de los cuatro millones de emigrantes que habían llegado a España en los últimos 10 años —por lo que los extranjeros suponían ya casi el 10 % de la población— planteó un enorme reto para la sociedad española.
El principal «motor» del crecimiento económico estaba siendo el sector de la construcción, impulsado por el aumento de la demanda. Sin embargo, gran parte de ella era el resultado de un movimiento especulativo en torno al «ladrillo» ya que muchas personas no compraban las viviendas para habitarlas sino para colocar sus ahorros esperando venderlas más tarde a un precio superior. Así fue como se alimentó la «burbuja inmobiliaria en España». Pero en el verano de 2007 el estallido de la crisis de las hipotecas subprime en Estados Unidos tuvo una inmediata repercusión en Europa y especialmente en España, donde los precios de la vivienda dejaron de aumentar, el sector de la construcción se paralizó y ello arrastró al conjunto de la economía que comenzó a crecer a menor ritmo con el consiguiente incremento del desempleo. Así a partir del otoño de 2007 el debate político pasó a centrarse en la «desaceleración», como llamó el gobierno a la crisis económica, y se convirtió en el tema central de la campaña de las elecciones generales de marzo de 2008.

### La legislatura de la crisis (2008-2011)

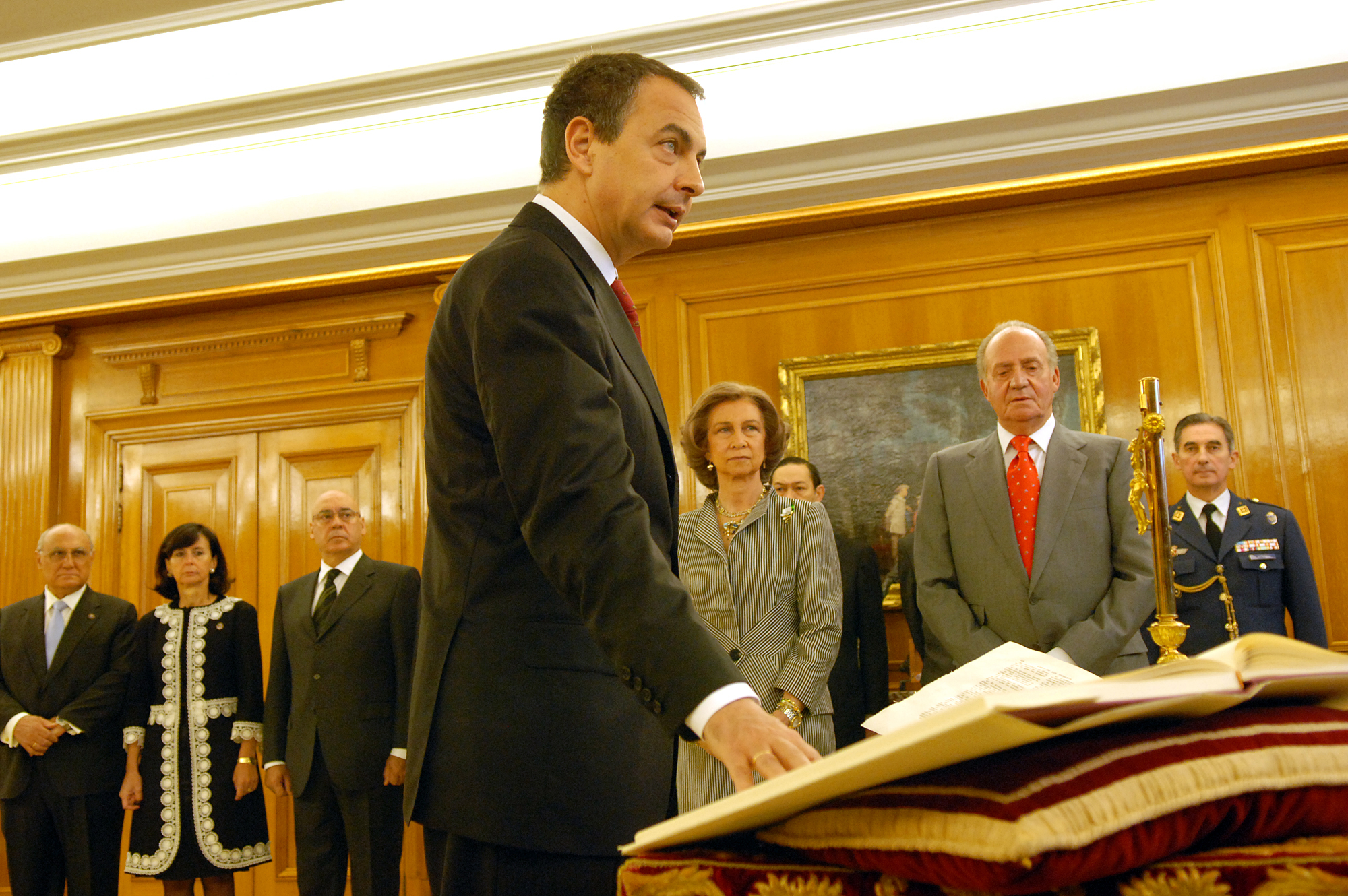
Zapatero prometiendo su cargo de presidente del gobierno ante el rey Juan Carlos I en abril de 2008

El PSOE revalidó su triunfo de 2004 en las elecciones generales de marzo de 2008, aunque siguió sin alcanzar la mayoría absoluta. En esta ocasión Rodríguez Zapatero no quiso negociar ningún apoyo para lograr la investidura como presidente del gobierno, por lo que salió elegido únicamente con los votos de su partido el 11 de abril de 2008.
En esta segunda legislatura las perspectivas económicas no solo no mejoraron sino que empeoraron notablemente a partir de septiembre de 2008 como consecuencia del impacto de la crisis internacional desencadenada por la quiebra del banco de inversión norteamericano Lehman Brothers. El paro se disparó, inicialmente en el sector de la construcción —la burbuja inmobiliaria española también estalló— y luego en el resto de sectores, siendo los más afectados los emigrantes.
El gobierno, al que le costó reconocer la gravedad de la crisis, respondió con la puesta en marcha de medidas de política económica típicamente keynesianas, entre las que destacó el Plan Español para el Estímulo de la Economía, más conocido como «Plan E», aprobado a finales de 2008. Sin embargo, el PIB cayó en 2009 un 3,7 % y la tasa de paro superó el 20 % de la población activa.
Como consecuencia del incremento del gasto para estimular la demanda y la caída de los ingresos a causa de la recesión, el déficit público se disparó hasta aproximarse al 10 % del PIB. El ministro de Economía y Hacienda Pedro Solbes defendió entonces la necesidad de reducir el gasto público para sanear las cuentas públicas pero el presidente Rodríguez Zapatero no estuvo de acuerdo por lo que Solbes abandonó el gobierno con la remodelación del gabinete del 7 de abril de 2009, siendo sustituido por Elena Salgado. Por esas mismas fechas el desempleo superaba la barrera de los cuatro millones de parados.
Pocos meses después el gobierno presentó el proyecto de Ley de Economía Sostenible pero apenas tuvo repercusión entre la opinión pública y su tramitación parlamentaria fue extremadamente lenta por lo que no se aprobó hasta el 4 de marzo de 2011.
Poco antes de la salida de Solbes del gobierno se había iniciado la crisis de las cajas de ahorros, debida a que durante el «boom» habían financiado a constructoras, a urbanizadoras y a compradores de viviendas por lo que cuando la burbuja inmobiliaria española estalló en 2007-2008 se encontraron con que no iban a poder recuperar muchos de los créditos que habían concedido, creándose así un enorme agujero en sus cuentas. La primera en «caer» fue la Caja Castilla-La Mancha siendo intervenida por el Banco de España, organismo que impulsó la fusión de las cajas más problemáticas con las más sanas para «limpiar» los balances junto con su «bancarización», al privatizarse su patrimonio dejando de ser entidades públicas. El Estado tuvo que aportar dinero público a través del FROB para sanear algunas de ellas y hacer posible las fusiones.

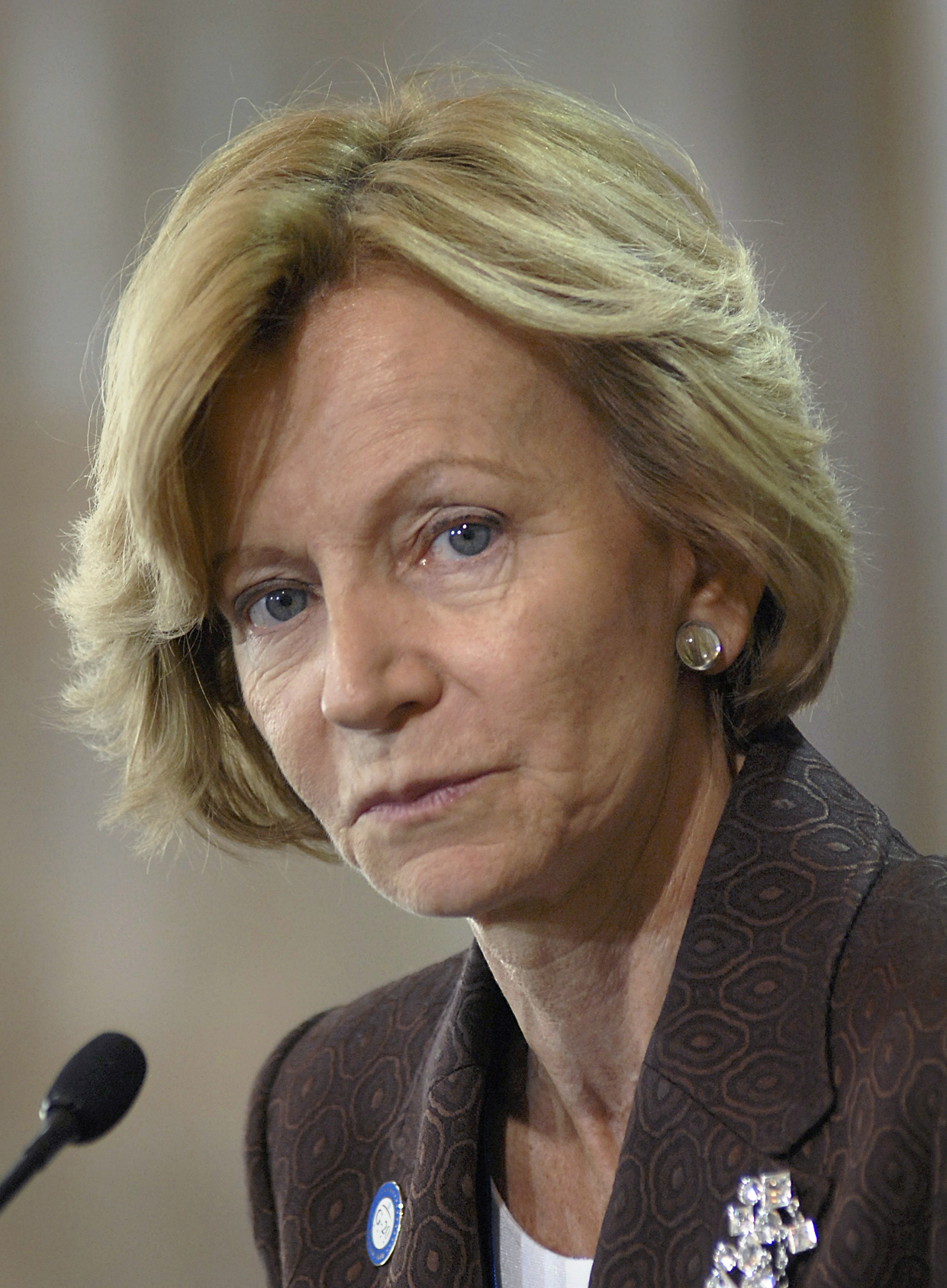
Elena Salgado, nueva ministra de Economía y Hacienda a partir de abril de 2009 en sustitución de Pedro Solbes

En los primeros meses de 2010 la crisis económica se agravó a causa del estallido de la crisis de la deuda soberana europea iniciada por la declaración de insolvencia de Grecia. Enseguida la deuda del resto de los países de la zona euro que, como el caso de España, presentaban un fuerte déficit en su balanza de pagos comenzó a ser «atacada» en los mercados financieros con el consiguiente aumento de la prima de riesgo respecto del bono alemán. Entonces los países acreedores de la zona euro, encabezados por Alemania, impusieron a los deudores la disminución de su gasto público para reducir el déficit presupuestario.
El ultimátum de las instituciones europeas al gobierno español se produjo en la reunión del Consejo Europeo del 9 de mayo de 2010. Tres días después, el 12 de mayo, el presidente del gobierno Rodríguez Zapatero anunció en el Congreso un drástico recorte del gasto público por valor de 15 000 millones de euros —los salarios de los funcionarios públicos fueron reducidos un 5%, las pensiones se congelaron, se paralizó la inversión en infraestructuras, entre otras medidas—, consumándose así el giro de la política económica del gobierno socialista hacia las políticas de «ajuste». La consecuencia fue cortar de raíz la incipiente recuperación y provocar la caída en una nueva recesión a finales de 2011, con el consiguiente aumento del desempleo.
Siguiendo las directrices de las instituciones europeas, la política de «ajuste» fue acompañada de la introducción de tres importantes «reformas estructurales»: la reforma del mercado de trabajo de septiembre de 2010 con el propósito de hacerlo más «flexible»; la nueva ley sobre las pensiones aprobada en junio de 2011 que elevó la edad de jubilación de los 65 a los 67 años; y el Real Decreto Ley, también de junio de 2011, que «flexibilizaba» el sistema de negociación colectiva. También se subió el tipo general del IVA del 16 al 18 %.
El giro en la política económica provocó la ruptura del gobierno con los sindicatos que convocaron una huelga general para el 29 de septiembre de 2010, la primera desde que Zapatero estaba en el poder.
A pesar de todas las medidas adoptadas por el gobierno la prima de riesgo de la deuda española siguió subiendo y en el verano de 2011 la situación se hizo insostenible. Entonces el Banco Central Europeo se decidió a actuar comprando deuda pública española —y de otros países con problemas, como Italia—, pero a cambio exigió nuevas «reformas estructurales». La respuesta del gobierno de Rodríguez Zapatero fue proceder rápidamente a la reforma del artículo 135 de la Constitución de 1978, en lo que contó con el inmediato apoyo del Partido Popular, para establecer el compromiso del Estado y de las comunidades autónomas de no «incurrir en un déficit estructural que supere los márgenes establecidos, en su caso, por la Unión Europea para sus Estados Miembros».
La percepción generalizada sobre la gestión económica del gobierno de Rodríguez Zapatero durante la «legislatura de la crisis» fue que había fracasado, a pesar de haber conseguido evitar el rescate europeo. Esa percepción fue clave para la aplastante victoria del Partido Popular en las elecciones generales de noviembre de 2011.
La profunda crisis económica se tradujo en una crisis política desde el momento en que la falta de confianza en la capacidad del gobierno para afrontarla se trasladó a toda la «clase política» y al conjunto del sistema. A esto se añadió la proliferación de escándalos de corrupción en los que se vieron envueltos los dos principales partidos —caso Gürtel, caso Palma Arena, caso de los ERE—, e incluso la Casa Real al ser imputado en 2011 el yerno del rey Iñaki Urdangarín, un caso que tuvo una enorme repercusión mediática y que deterioró la imagen de la monarquía.
La valoración del gobierno, de su presidente y del PSOE fueron cayendo en las encuestas y en las elecciones al Parlamento Gallego de 2009 y en las elecciones al Parlamento Europeo del mismo año los socialistas fueron derrotados. La caída se acentuó tras el giro de la política económica de mayo de 2010. La primera confirmación del desplome socialista se produjo en las elecciones catalanas de noviembre de 2010 en las que el Partido de los Socialistas de Cataluña perdió nueve diputados, y el tripartit fue desalojado del poder por CiU —el convergente Artur Mas sustituyó al socialista José Montilla al frente de la Generalidad—.

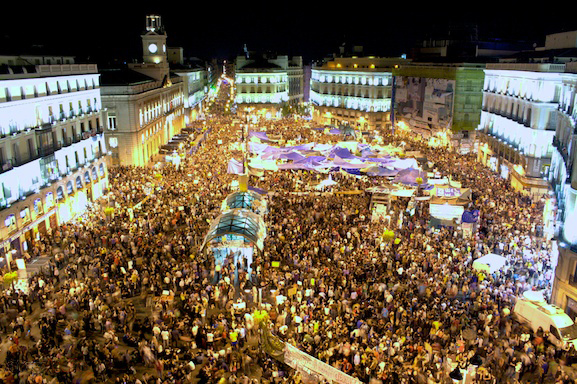
Puerta del Sol el 20 de mayo de 2011

El 2 de abril de 2011, mes y medio antes de que se celebraran las elecciones municipales y autonómicas, Zapatero presionado por su propio partido comunicó que no sería el cabeza de lista en las próximas elecciones generales. Sin embargo, la renuncia de Zapatero no evitó el descalabro socialista en las municipales y autonómicas ya que el PSOE se situó 10 puntos por debajo del Partido Popular. Poco después el PSOE nombraba a Alfredo Pérez Rubalcaba como su nuevo candidato a la presidencia del gobierno.
El domingo anterior a la celebración de las elecciones municipales y autonómicas, 15 de mayo de 2011, se produjeron manifestaciones de «indignados», en su mayoría jóvenes, en las principales ciudades españolas convocadas por la plataforma «¡Democracia Real Ya!». Al día siguiente un grupo de ellos decidió acampar en la puerta del Sol de Madrid y el desalojo por la policía no hizo sino aumentar el número de acampados que acabaron ocupando toda la plaza y consiguiendo una gran cobertura mediática nacional e internacional, además de que su ejemplo se extendió rápidamente a las plazas de muchas ciudades. Allí permanecieron durante varias semanas. Uno de los eslóganes más repetidos en las asambleas que celebraron fue el de «¡No nos representan!» en referencia a los grandes partidos políticos. Así nació el que sería conocido como el movimiento 15-M.
Otro elemento importante de la crisis política fue el espectacular crecimiento del independentismo en Cataluña a raíz de la publicación a finales de junio de 2010 de la sentencia del Tribunal Constitucional sobre el Estatuto de Autonomía de Cataluña de 2006, que después de cuatro años de deliberaciones supuso un duro golpe a las aspiraciones del nacionalismo catalán. El 9 de julio de 2010 se celebró en Barcelona una gran manifestación de rechazo a la sentencia con el lema Som una nació, nosaltres decidim, que derivó en un plebiscito a favor de la independencia. Cuatro meses después se celebraron las elecciones al parlamento catalán que ganó CiU y su líder Artur Mas fue investido como nuevo presidente de la Generalidad.
El cambio de gobierno en Euskadi tras las elecciones al Parlamento Vasco de 2009 —el socialista Patxi López sustituyó al peneuvista Juan José Ibarretxe—, la salida de las instituciones de los grupos herederos de Batasuna y la eficacia de las fuerzas y cuerpos de seguridad en la lucha contra ETA —en menos de dos años fueron detenidos todos los miembros de la dirección que había impuesto en 2007 la ruptura de la tregua—, entre otras razones, obligaron a la izquierda abertzale a replantearse su estrategia política. Así en febrero de 2010, Batasuna presentó un primer documento en el que apostaba por un «proceso democrático en ausencia de violencia», que fue seguido de la llamada «Declaración de Bruselas» en la que un grupo de intermediación internacional encabezado por el abogado sudafricano Brian Currin hizo un llamamiento a ETA para que declarara un alto el fuego permanente.
El 20 de octubre de 2011, a un mes de las elecciones generales españolas en las que la izquierda abertzale se presentaba dentro de la coalición Amaiur, ETA anunciaba el abandono definitivo de la «lucha armada» lo que abrió un nuevo escenario político en el País Vasco.

## Gobierno popular de Rajoy (2011-2014)

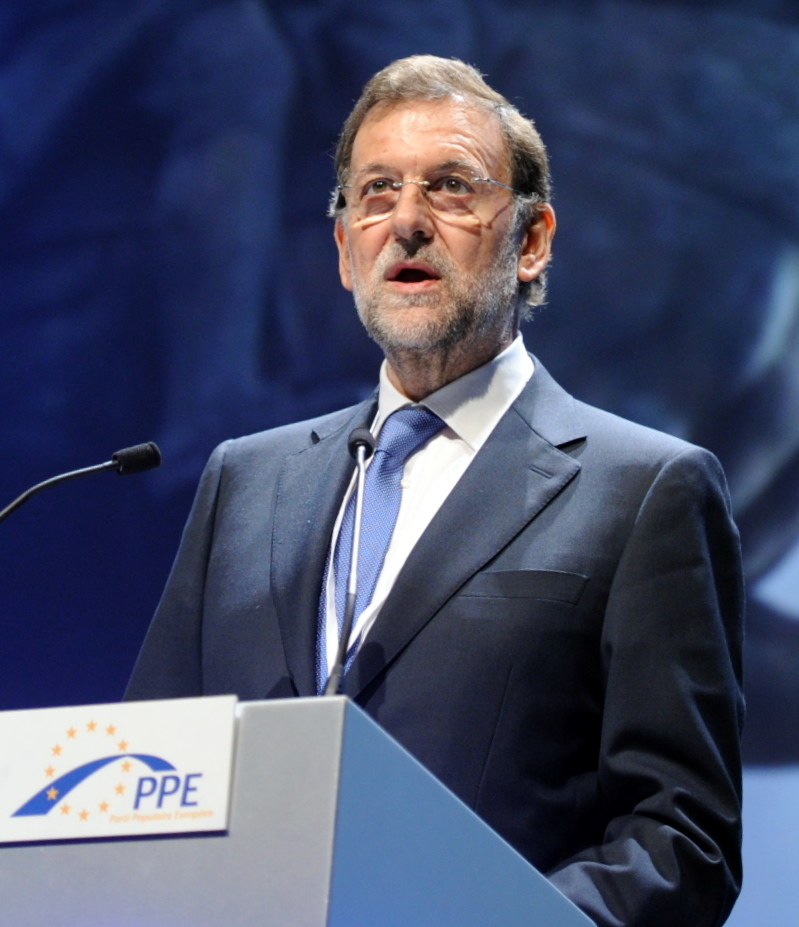
Mariano Rajoy, tres semanas después de haber ganado las elecciones

Ante la pérdida de apoyos a su Gobierno, el presidente Rodríguez Zapatero decidió adelantar cuatro meses las elecciones generales a noviembre de 2011. El Partido Popular consiguió mayoría absoluta de 186 diputados —su mejor resultado de la historia—, mientras que el PSOE solo logró 110 diputados —su peor resultado hasta entonces—. La coalición Izquierda Unida, encabezada por Cayo Lara, obtuvo 11 diputados. UPyD de Rosa Díez consiguió 5 diputados, la coalición vasca Amaiur obtuvo seis escaños con un programa de defensa del derecho de autodeterminación de Euskadi, y CiU desplazó al PSC como partido más votado en Cataluña. Los socialistas, grandes perdedores de las elecciones, celebraron en febrero de 2012 en Sevilla el XXXVIII Congreso del PSOE en el que Alfredo Pérez Rubalcaba resultó elegido secretario general por un estrecho margen frente a Carme Chacón. El 20 de diciembre de 2011 el líder del PP Mariano Rajoy fue investido sexto presidente del Gobierno de la democracia.

### La crisis económica y la contestación social
Nada más constituirse, el Gobierno de Rajoy acordó una fuerte reducción del gasto público para controlar el déficit presupuestario —que superaba el 8 % del PIB, por encima del límite pactado por Rodríguez Zapatero con la Comisión Europea—, continuando así con las políticas de ajuste del gobierno anterior y con las «reformas estructurales», la más importante de las cuales fue la reforma laboral diseñada por la ministra de empleo Fátima Báñez y aprobada por el gobierno en febrero de 2012. La reforma laboral fue rechazada por los sindicatos que celebraron una huelga general en marzo de 2012, que fue seguida siete meses después por la huelga general europea de 2012.
Para reducir el déficit el gobierno no solo recortó el gasto público —los sueldos de los funcionarios siguieron congelados así como las oposiciones, por lo que no se cubrirían las jubilaciones; se recortaron los beneficiarios de la Ley de dependencia; no se aumentó el salario mínimo interprofesional; se disminuyeron las subvenciones a los partidos políticos, sindicatos y patronales; etc.— sino que también acordó subidas de impuestos en contra de lo que había prometido en la campaña electoral. En cuanto a las pensiones decretó un mínimo aumento de 1 %, para diferenciarse de la congelación decidida por el gobierno de Zapatero en mayo de 2010.
Las políticas de ajuste tuvieron un efecto negativo en la actividad económica provocando la segunda recesión de la crisis económica española de 2008-2014 que tuvo mayor duración que la primera de 2009, ya que abarcó desde el último trimestre de 2011 hasta el segundo de 2013, lo que se tradujo en un aumento del desempleo en un millón de personas desde que el PP comenzó a gobernar —de 5 273 600 parados en diciembre de 2011, un 22,85 % de la población activa, se pasó al récord histórico de 6 202 700 parados en marzo de 2013, situándose la tasa de paro en el 27,1 % y la tasa de paro juvenil en el 57,22 %—.

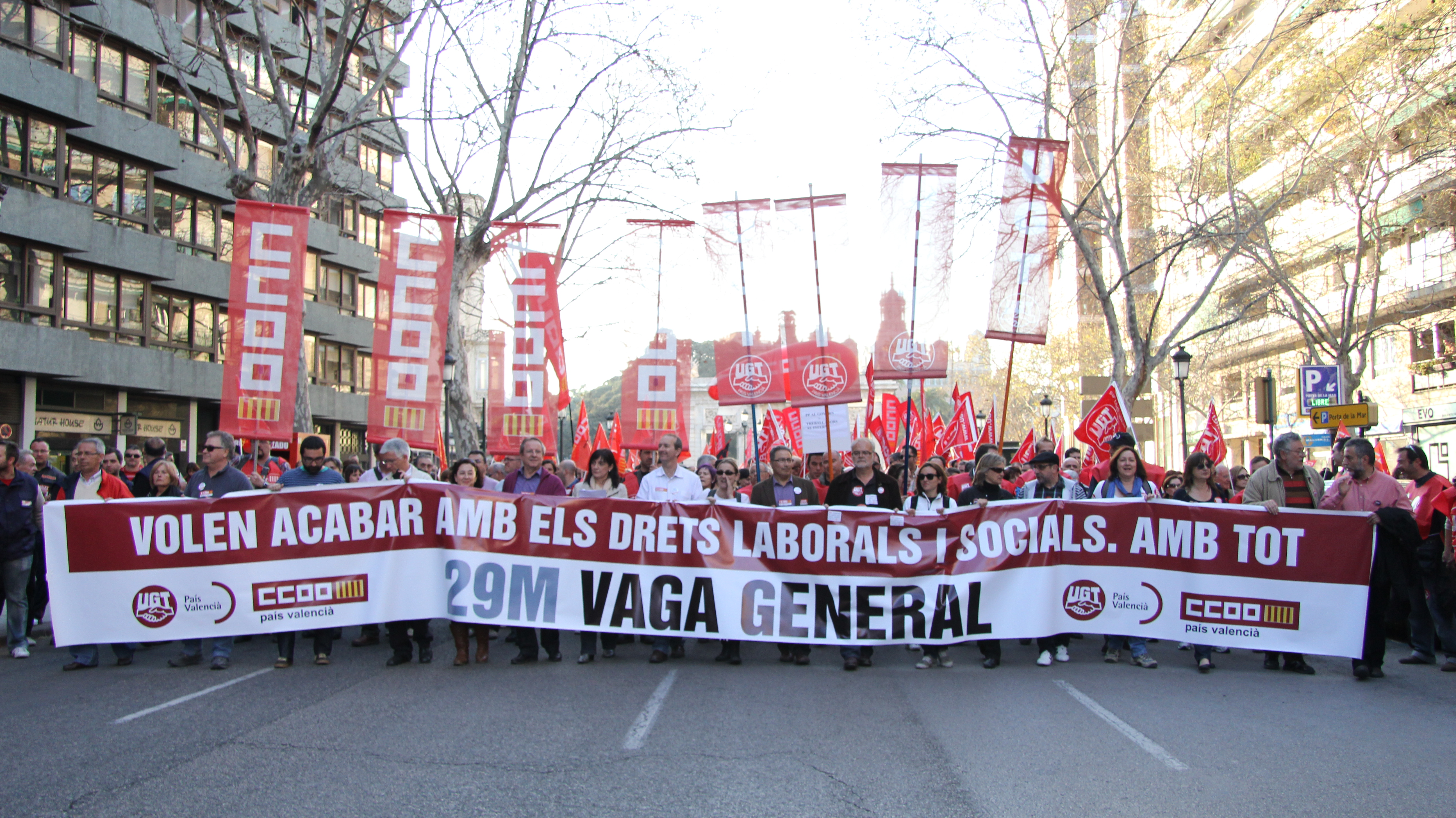
Cabecera de la manifestación celebrada en Valencia el día de la huelga general en España del 29 de marzo de 2012. La pancarta dice: Quieren acabar con los derechos laborales y sociales. Con todo.

En abril de 2012 el gobierno anunció un recorte adicional del gasto en educación y sanidad de 10 000 millones de euros, lo que levantó las protestas de los sectores afectados. El 22 de mayo de 2012 tenía lugar la primera huelga educativa general de la historia de España. Solo tres días después, el 25 de mayo, se conoció que Bankia, nacionalizada dos semanas antes, necesitaría una inyección de 19 000 millones de euros de dinero público para ser saneada, poniendo en evidencia la fragilidad del sistema bancario español. El 9 de junio el ministro de economía Luis de Guindos anunciaba que España iba a pedir un rescate financiero a la Unión Europea por un valor máximo de 100 000 millones de euros para sanear las cajas de ahorros con problemas, aunque se negó a utilizar el término «rescate» y prefirió el de «crédito en condiciones muy favorables». Lo mismo hizo el presidente Mariano Rajoy en su intervención del día siguiente que utilizó el término «línea de crédito».
A pesar de todo, las duras políticas de ajuste y de «reformas estructurales» aplicadas por el gobierno no consiguieron detener la escalada de la prima de riesgo que en julio de 2012 superó los 600 puntos básicos respecto del bono alemán, un nivel que hacía prácticamente imposible la financiación de la deuda española en los mercados, por lo que parecía inevitable que el gobierno pidiera el «rescate europeo» como habían hecho ya Grecia, Irlanda y Portugal. El 11 de julio el presidente Rajoy dijo en el Congreso de los Diputados:

Los españoles hemos llegado a un punto en que no podemos elegir entre quedarnos como estamos o hacer sacrificios. No tenemos esa libertad. Las circunstancias no son tan generosas. La única opción que la realidad nos permite es aceptar los sacrificios y renunciar a algo; o rechazar los sacrificios y renunciar a todo.

Sin embargo, el 26 de julio de 2012, ante el peligro de colapso de toda la zona euro —la prima de riesgo de Italia también se había disparado, y España e Italia eran 'demasiado grandes para caer', too big to fail— intervino el presidente del Banco Central Europeo Mario Draghi para asegurar que el BCE iba a hacer todo lo que estuviera en su mano para sostener el euro, comportándose por fin como prestamista en última instancia —las palabras de Draghi fueron: «el BCE hará todo lo necesario para sostener el euro. Y, créanme, eso será suficiente»—. Inmediatamente la presión de los mercados sobre la deuda se relajó y las primas de riesgo española e italiana comenzaron a descender, alejándose la amenaza del rescate.

### El «desafío soberanista» de Cataluña y la crisis política

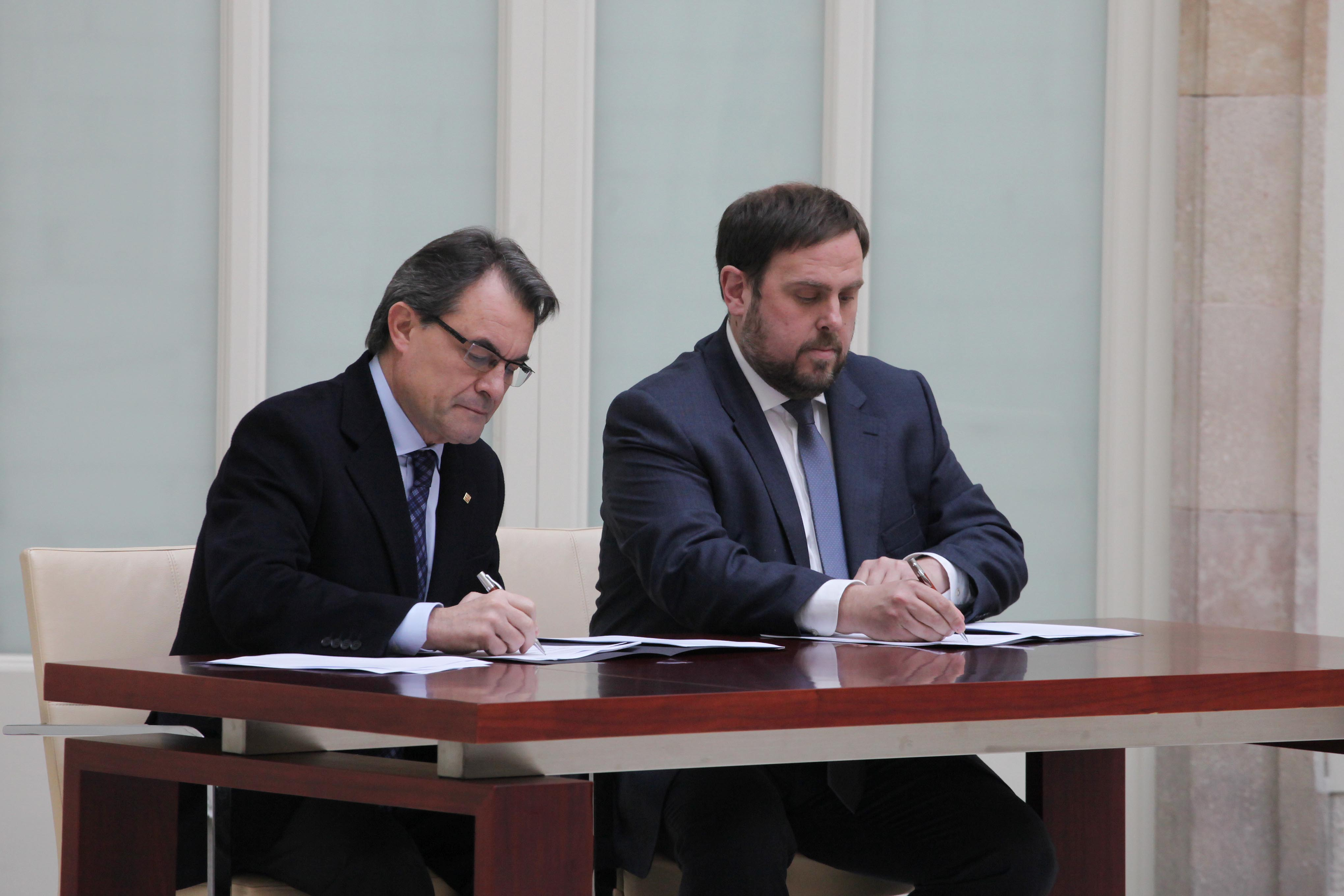
El president Artur Mas y el líder de ERC Oriol Junqueras firman el 19 de diciembre de 2012 un Acord per a la transició nacional (o Pacte per la Llibertat) por el que se comprometen a convocar una consulta para que el «pueblo de Cataluña» pueda decidir si quiere constituirse en un «nuevo Estado en Europa»

Junto a la crisis económica, el otro gran problema al que tuvo que hacer frente el gobierno de Mariano Rajoy fue el «desafío soberanista» de Cataluña. El crecimiento del independentismo catalán tras la sentencia del Tribunal Constitucional sobre el Estatuto de autonomía de Cataluña de 2006, que motivó una gran manifestación de rechazo celebrada en Barcelona el 9 de julio de 2010 bajo el lema Som una nació, nosaltres decidim, se puso claramente en evidencia en la gran manifestación convocada en Barcelona el 11 de septiembre de 2012, Diada de Cataluña, con el lema Catalunya, nou estat d'Europa y organizada por la autodenominada Asamblea Nacional de Cataluña. Dos semanas después el Parlament de Cataluña aprobaba una resolución en la que instaba al gobierno la celebración de una «consulta» en la que «el pueblo de Cataluña pueda determinar libre y democráticamente su futuro colectivo». A continuación el presidente de la Generalidad Artur Mas adelantó en dos años las elecciones al parlamento de Cataluña previstas para 2014 y éstas se celebraron el 25 de noviembre. Aunque CiU perdió algunos diputados, tanto Esquerra Republicana como Iniciativa per Cataluña aumentaron su representación parlamentaria, y además la CUP entró en el Parlamento con tres diputados, por lo que se configuró en el Parlamento de Cataluña una mayoría «soberanista». Así el 23 de enero de 2013 el Parlamento aprobó la «Declaración de Soberanía y del derecho a decidir del Pueblo de Cataluña» cuyo artículo primero anuló el Tribunal Constitucional al año siguiente. El 11 de septiembre de 2013 una gran cadena humana unió de norte a sur el territorio de Cataluña en la que se llamó la «Vía Catalana hacia la Independencia» y tres meses después los partidos defensores de la «consulta» acordaron la pregunta y la fecha de la misma, fijada para el 9 de noviembre de 2014. En enero de 2014 el parlamento de Cataluña aprobó una moción por la que se solicitaba al Congreso de los Diputados la cesión de la competencia para la celebración del referéndum, pero el 8 de abril la petición fue rechazada por el pleno por una abrumadora mayoría.
En cuanto a la crisis política, la llegada al poder del Partido Popular no mejoró la percepción ciudadana sobre la política. En noviembre de 2012 el barómetro del CIS indicaba que el porcentaje de personas bastante o muy satisfechas con el funcionamiento de la democracia en España era inferior al 30 % cuando diez años antes, gobernando también el Partido Popular —pero en un periodo de fuerte crecimiento económico— estaba cercano al 60 %. Asimismo muchas de las instituciones políticas sufrían una fuerte caída en la valoración de la opinión pública como los partidos políticos, el gobierno, el Congreso de los Diputados, los sindicatos y las organizaciones empresariales, todas ellas por debajo de la nota de 3 (en una escala de 0 a 10), según el barómetro del CIS de 2013, y de la que no se libraba la monarquía valorada con un 3,68.
La crisis política se puso aún más claramente en evidencia en las elecciones al Parlamento Europeo celebradas el 25 de mayo de 2014 en las que por primera vez desde la recuperación de la democracia los dos partidos mayoritarios, PP y PSOE, no superaron el 50% de los votos emitidos —el PP pasó de 24 a 16 escaños y el PSOE, de 23 a 14—, mientras crecían los minoritarios IU, UPyD y Cs e irrumpía un nuevo partido llamado Podemos que consiguió cinco diputados. Al día siguiente, el secretario general del PSOE Alfredo Pérez Rubalcaba anunciaba la convocatoria de un congreso extraordinario del partido a celebrar en julio y en el que no se presentaría a la reelección.

## La abdicación del rey Juan Carlos I

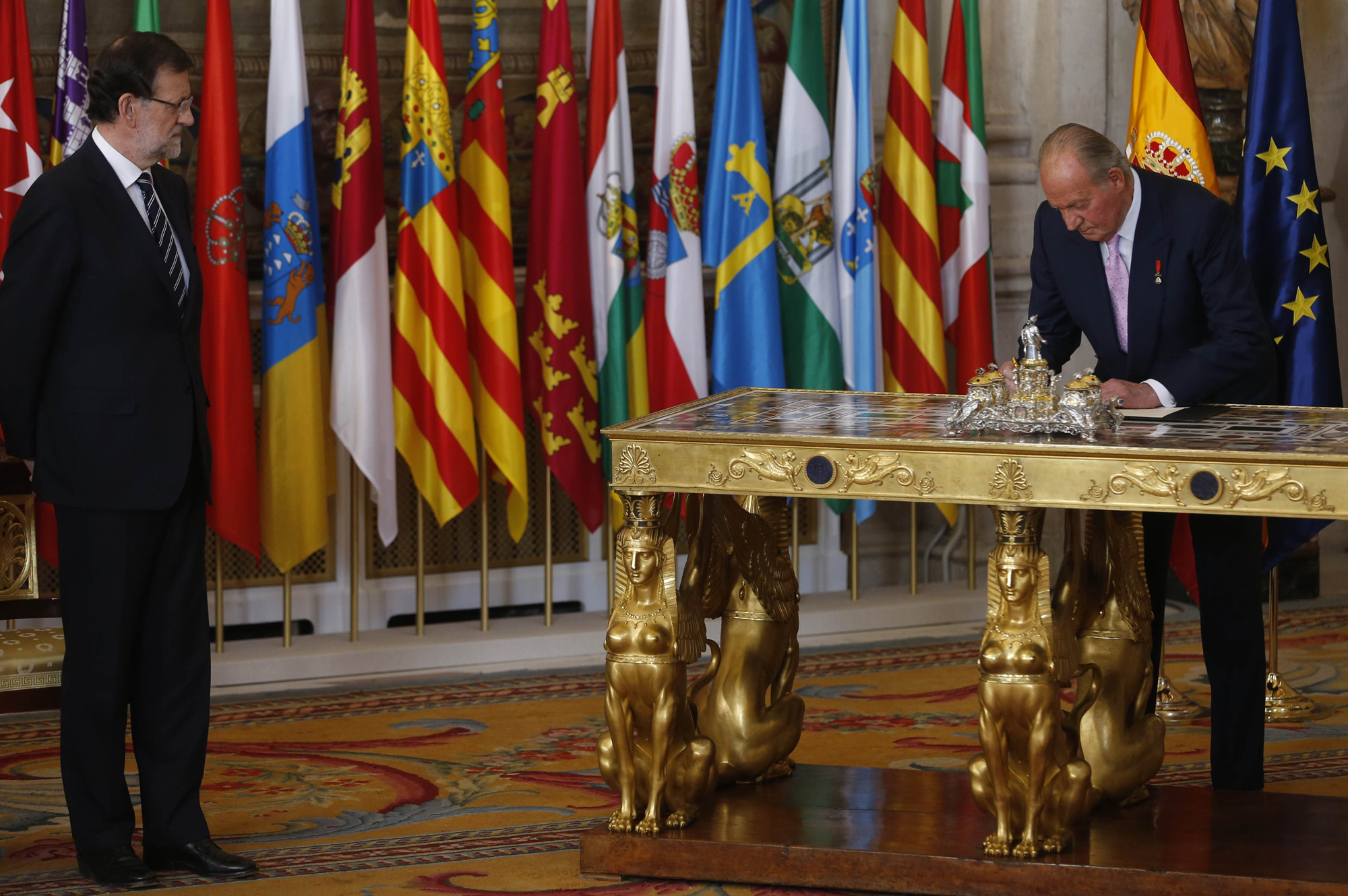
Ceremonia de sanción y promulgación de la Ley Orgánica por la que se hace efectiva la abdicación del rey Juan Carlos I en el Palacio Real de Madrid el miércoles, 18 de junio de 2014

La implicación del yerno del rey Iñaki Urdangarín en el escándalo de corrupción conocido como el caso Nóos causó un daño enorme a la imagen de la monarquía, como reflejaron inmediatamente las encuestas. La primera reacción oficial de la Casa del Rey se produjo el 12 de diciembre de 2011, cuando decidió apartar a Urdangarín de los actos oficiales debido a su comportamiento «no ejemplar». En el Mensaje de Navidad el rey habló de que la «justicia es igual para todos». Cuatro días después Urdangarín era imputado y entre el sábado 25 y el domingo 26 de febrero de 2012 tuvo que declarar ante el juez en Palma de Mallorca.
Otro duro golpe para el prestigio de la Monarquía se produjo dos meses después, cuando el 14 de abril de 2012 se supo que el rey Juan Carlos se había roto la cadera en una cacería de elefantes en Botsuana y que había sido trasladado urgentemente a Madrid para ser operado. La noticia desató una enorme polémica que obligó al rey a pedir disculpas cuando abandonó la clínica. «Lo siento mucho. Me he equivocado y no volverá a ocurrir», dijo.
El 21 de noviembre de 2013 el rey fue operado de nuevo de la cadera. Era la tercera intervención quirúrgica en menos de un año, y la novena de los últimos cinco. En el primer acto oficial en que intervino, la celebración de la Pascua Militar del 6 de enero de 2014, apareció cansado y desmejorado. Solo un día después, el juez del caso Noos, José Castro Aragón, imputó por segunda vez —la primera había sido desestimada el año anterior por la Audiencia de Palma— a la infanta Cristina de Borbón por blanqueo de capitales y delito fiscal. La comparecencia de la infante ante el juez se produjo el 8 de febrero en medio de una gran expectación mediática nacional e internacional. El impacto en la opinión pública lo reflejó el barómetro del CIS de mayo en el que la Monarquía volvió a suspender con una nota de 3,72.
El lunes 2 de junio de 2014 Juan Carlos I anunciaba su abdicación, tras casi treinta y nueve años de reinado. La decisión la había tomado cinco meses antes, el 5 de enero, día de su cumpleaños, y se la había comunicado al presidente del gobierno Mariano Rajoy el 31 de marzo.
El mismo día en que el rey hizo pública su decisión de abdicar, hubo concentraciones en varias ciudades pidiendo la convocatoria de un referéndum para decidir la forma de gobierno. Esta reivindicación volvió a aparecer en el debate que se celebró en el Congreso de los Diputados el 11 de junio para aprobar la ley orgánica de abdicación. Fue presentada y respaldada por las formaciones que votaron en contra de dicha ley: los 19 escaños que sumaban Izquierda Unida-Izquierda Plural, Geroa Bai, Compromís, Nueva Canarias, Esquerra Republicana de Catalunya y BNG. La ley fue finalmente aprobada por una abrumadora mayoría: 299 diputados del PP, PSOE, UPyD, Foro Asturias y Unión del Pueblo Navarro. El 18 de junio el rey Juan Carlos firmó la ley, lo que constituyó el último acto oficial de su reinado. Al día siguiente, Felipe VI era proclamado Rey por las Cortes.